# 発車メロディ
- 発車メロディー

発車メロディ（はっしゃメロディ）は、主に鉄道駅において列車が発車することを知らせる音楽またはそのシステム。金属製の電鈴や電子音のベルを使用したチャイムやブザーは「発車ベル」と呼ばれ、旋律を付けた発車メロディとは区別される。また本項では、鉄道駅において列車の接近・通過を知らせる接近メロディ（せっきんメロディ）についても記述する。発車メロディと接近メロディ、ホームドアチャイムなどをまとめて「駅メロ」と略称される事がある。
鉄道車両によっては、車外に案内用スピーカーを搭載して乗務員の押しボタン操作により、駅自動放送ではなく車両から発車メロディや放送を鳴らすことができるものもある。線区によっては、駅の装置から流れるメロディを完全に廃止し、乗車促進音による案内に統一された事例もみられる。これについては乗車促進音の記事を参照。
貨物駅でも入換・発車時に注意喚起の目的で同様のシステムが採用されることがある。またバス停留所や遊園地のアトラクション等でも同様の目的・機能を果たすものが存在する。本項では鉄道駅において旅客向けに放送されるものについて記述。

## 概要
電子音が普及する前は国鉄をはじめとして、目覚まし時計のようにジリジリと音が鳴る電鈴を使っていた時期が長かった。
発車メロディの発祥については諸説ある。1951年（昭和26年）には旧国鉄の豊肥本線豊後竹田駅でレコードを使用し、列車の発車時に「荒城の月」を流していたという記録が残っており、これは発車メロディの嚆矢と言える。なお「荒城の月」を作曲した瀧廉太郎は大分県竹田市出身であり、今日でいう「ご当地発車メロディ」のはしりでもある。
1970年代にはすでに一部の大手私鉄で発車メロディが使用されており、京阪電気鉄道では1971年8月より使用開始している。このメロディは、当時の社長だった村岡四郎の発案で導入されたもので、曲を制作したのは発車ベルの設備担当だった木村陸朗。木村によると、海軍兵学校で体験した起床ラッパで起きてから整列するまでの記憶から「テンポよく音階が上がる」メロディーが生まれた。このメロディは2007年6月まで使用。同社では1960年代頃より発車メロディ導入までは、00分発の京阪特急は始発駅でNHKの時報を流して発車させていた。
東日本旅客鉄道（JR東日本）では、国鉄分割民営化後の1980年代後半から一部の駅で発車メロディを導入し、1990年代以降は首都圏の駅を中心に普及。
音楽史を研究する渡辺裕によると、JRの発車メロディ導入は民営化直後の1980年代後半のことである。国鉄・JRでは長い間、発車ベルとして金属製ベルや電子音のベルが使われていたが、急き立てるようなけたたましいベルの音は旅客には不評であった。国鉄が分割民営化された1987年には、本多勝一が11月13日付の朝日新聞にコラム「騒音に鈍感すぎないか」を掲載し「日本の駅のアナウンスはうるさい」と批判した。このコラムは大きな反響を呼び、朝日新聞ではこれを受けて「何とかならない？拡声機公害」と題した特集を組んだ。
翌1988年8月にはJR千葉駅で発車ベルが廃止され、1989年（平成元年）3月には、ヤマハで新しく開発された発車メロディが当時1日の乗客数150万人を超えるJR新宿駅・渋谷駅で使用開始された。これにより、東京を中心とした日本中に「発車メロディ」の存在が知れ渡ることになった。騒音源として不評を呼んだ発車ベルに代わり、発車メロディは「環境にやさしい」という触れ込みで導入され、読売新聞はこの際の発車メロディ導入について「駅メロ、心に安らぎ」と報じている。発車メロディの導入はこのように、当初は騒音対策と旅客サービス向上の一環として行われたという経緯があった。
渡辺によれば、導入初期の発車メロディはあくまでも「通知音」として、音楽としての「作品性」を排して制作されたものが多かったが、2000年代頃からはご当地ソングを使用した「ご当地発車メロディ」を採用したり、さらには作曲家の存在（すなわち芸術性）を積極的にアピールしたりする事例が増えている。渡辺はその例として、前者は自身もよく利用するJR八王子駅の発車メロディ『夕やけ小やけ』、後者は向谷実がトータルプロデュースして作曲した京阪電気鉄道の発車メロディを挙げている。さらには発車メロディを集めたCDまでが発売されるに至った。
こうした「ご当地発車メロディ」は全国のJRや私鉄の各駅に広まり、地域の名所を歌った楽曲、ゆかりの作曲家や歌手による楽曲、舞台となった映画・テレビ番組・アニメ作品の主題歌など、様々なご当地ソングを使用した発車メロディが全国の鉄道事業者で採用されている。また広告展開の一環として、付近の施設などとタイアップした期間限定の発車メロディを採用することもある。
渡辺はまた、発車メロディそのものが趣味の対象となり、独立した「作品」として鑑賞され、ひとつの「文化」として確立する過程では、鉄道ファン（いわゆる「音鉄」）による個人サイトや動画共有サイトでの音源公開が大きな役割を果たしたと指摘する。その一方でファンによるウェブサイトでの音源公開に対し、JASRACが著作権侵害として公開停止を求めた事例についても述べている。渡辺はこれらについての是非ではなく、音楽学者としての立場からこうした状況の変化を、かつてのベルに代わり「耳にやさしい通知音」として登場した発車メロディが、音楽としての「作品性」を獲得していく過程であったと考察している。
なお、発車メロディを鳴らすためのスイッチは、駅ホーム上の利用客の目に付く場所に設置されている場合が多い。これを鉄道係員以外が許可なく操作した場合は業務妨害罪で罰せられる場合があり、一部の駅にはその旨の注意書きがスイッチ付近に貼られている。

## 発車メロディの種類

### JR旅客各社

#### 北海道旅客鉄道（JR北海道）
かつて北海道旅客鉄道（JR北海道）では唯一、函館駅にて『旅立ちの鐘』を発車メロディとして使用していた。深夜帯を除く時間帯に、特急北斗に限って使用されていた。約30秒にわたる長さであり、他の鉄道会社のものと一線を画していた。
1990年11月に通常のベルが利用客から騒音とみなされての抗議により廃止されたものの、当時の函館駅の副駅長が利用客の多さから発車合図が必要と判断、同駅の輸送指導係の傍らバンドリーダーを務めていた北森滋に「観光客の思い出に残るメロディ」をテーマとして代替となる発車メロディの作曲を依頼し1ヶ月がかりで完成させ駅長が「旅立ちの鐘」と命名し12月より利用を開始。西部地区の教会をイメージした鐘の音から始まり異国情緒を感じさせるシンセサイザーのメロディを組み込んだ構成とし、また初期の1年間には青函連絡船の汽笛を最後に入れた物を流していた。
その後2024年3月のダイヤ改正で函館駅を発着する特急「北斗」が全席指定制となったことに伴い、ホームでメロディのスイッチを取扱う案内係員の配置をとりやめる方針となり同月31日をもって使用を終了。同年5月18日からは函館駅近傍のJR北海道傘下のホテル「JRイン函館」にて午前10時以降のチェックアウト時間帯のBGMとして再使用されている。
| 駅名   | 使用ホーム                           | 使用曲         | 使用開始年月日 | 使用終了年月日 | 備考                                                              |
| ------ | ------------------------------------ | -------------- | -------------- | -------------- | ----------------------------------------------------------------- |
| 函館駅 | 特急「北斗」の発車ホーム（7・8番線） | 『旅立ちの鐘』 | 1990年12月     | 2024年3月31日  | JR北海道管内で唯一、また日本最北端の発車メロディの使用駅 だった。 |

#### 東日本旅客鉄道（JR東日本）
現在最も多くのメロディを使用する東日本旅客鉄道（JR東日本）では、1988年（昭和63年）11月22日に仙台駅で発車メロディーを導入したが、この時点では発車メロディーを普及させる気運はなく、首都圏では旧・日本国有鉄道（国鉄）時代の1970年代後半から電子音化したベル（「プルルルルル」や「ピロピロピロ」という音）を使用していた。しかし、多数の駅利用客から耳障りであるなどと不評であったため、1988年の千葉駅での発車ベル廃止を経て、女性社員らが主導となりプロジェクトを立ち上げ、音響機器・楽器メーカーとして知られるヤマハに新しい発車メロディ放送システムの開発を依頼、1989年（平成元年）3月11日に新宿駅と渋谷駅に導入した。この際にピアノや鈴、ハープといった音色と人の心を落ち着かせる雰囲気のメロディを採用した。音色はさることながら、当時12の番線があった（後に成田エクスプレスホームが追加され14番線となる）JR新宿駅のホーム間で不協和音とならないよう駅全体の調和を考慮するなど、多くの工夫が施されたことで有名である。現在、両駅は別のメロディを使用している。
1990年代に入り初期の発車メロディが好評を博したことを受けて他駅でも導入の機運が高まったが、以後の導入に関してはコストダウンを図ったシステムが採用された。採用された代表的な会社が音響機器メーカーのUNI-PEX（ユニペックス）で、オカリナ奏者・宗次郎のメロディ「清流」や「雲を友として」などの他にオリジナル曲を採用した。これらのメロディは同社が製造した自動放送装置と合わせるようにしてコストダウンを図ったと思われる。なお、これらのメロディは東京近郊の駅で導入していたが、契約上の関係で、宗次郎の曲は同社横浜・八王子・東京・大宮支社管内の駅では2005年3月頃を皮切りに相次いで変更され、2014年3月の上越線高崎問屋町駅を最後に消滅した。
また、山形県にある羽越本線鶴岡駅では、接近メロディーとして短く切り取った「清流」が使用されていたが、2023年9月22日をもって使用を終了した。現在は大宮総合車両センター東大宮センター内の「東京・大宮総合訓練センター」にて「雲を友として」が存在している(通常は扱い不可)。
1990年代後半から蒲田駅で「蒲田行進曲」が使われたり高田馬場駅や新座駅で『鉄腕アトム』のテーマ曲を使ったりするなど、駅に関連するご当地ソングを使用した「ご当地発車メロディ」が増加した。
2010年7月からおよそ1か月の間、新橋駅の発車メロディが「ウイスキーが、お好きでしょ」に替わったが、これは発車メロディを使ったサントリーの広告という位置付けであり、JR東日本として初の試みであった。
総じてJR東日本管内では関東エリアのほとんどの駅の在来線ホームと一部の駅の新幹線ホームが旧来の発車ベルから発車メロディへ変更されている（元々発車ベルがなかった駅を除く）。よって関東エリアの在来線ホームが未だに発車ベルのままとなっているのは少数に限られる。一方で、長野支社管内などでは元々発車メロディを採用していた駅が放送設備更新によりベル化したという事例もある（上諏訪駅、南小谷駅など）。なお、JR東日本の支社では新潟支社のみ長らく発車メロディを導入していなかったが、2013年9月1日から白山駅で、2014年3月から村上駅で、2018年4月15日から新潟駅でそれぞれ使用開始した。
なお、JR東日本の一部の車両（E129系・E233系・E531系・E721系など）には、車両側に車外メロディが設置されており、主に関東や東北エリアの発車メロディ未設置駅、直通他社線（JR東海区間と小田急線内、東京メトロ千代田線）で使用されている。一時期、実験的に吉祥寺駅で、車外メロディのみ作動させていた。
一方で駆け込み乗車を誘発する危険が指摘され、2018年8月1日より常磐緩行線の亀有駅 - 取手駅間にて、駆け込み乗車が減る有効性を確認するため、駅の発車メロディに代わり車外メロディを鳴らす実証実験を行っており、効果があったことから2019年3月16日から車外メロディを鳴らすことを開始した。

##### 汎用メロディ
後述のご当地メロディを除いて、主に以下の制作会社のメロディを使用している。詳細は各社の記事を参照。
- 日本電音（ユニペックス） - 初期から参加しているメーカーで、認知度の高いメロディが多い。　主な曲は「せせらぎ」(大塚駅など）「春」（大塚駅など）「高原」（赤羽駅など）「草原」（大原駅）など。また、かつて使われていた「雲を友として」「清流」「四季」「こころ」もユニペックス製である。
- 東洋メディアリンクス - 日本電音と同じく初期から参加しており、JR東日本管内の広い範囲で使用されている。特に「Water Crown」は、JR東日本の発車メロディとしては最多の使用数を誇っている。　主な曲は前述の「Water Crown」（大船駅など）「Gota del Vient」（大船駅など）「Cielo Estrelllado」（大船駅など）など
- 五感工房 - 東洋メディアリンクスの制作部門が独立してできたメーカー。1994年に南武線や中央線などの駅で採用されたのを皮切りに、JR東日本管内のいくつかの駅で使用されている。
- テイチク（→櫻井音楽工房） - 1997年に新宿駅で採用されたのを皮切りに、首都圏を中心に多くの駅で使用されている。　主な曲は「スプリングボックス」（成東駅など）「新たな季節」（旧新宿駅など）「鉄腕アトム」（編曲、高田馬場駅、新座駅）など
- サウンドファクトリー - 同社発売の著作権フリー音源集に収録されていた楽曲を編集した形で使用されている。2000年代前半に日本電音のメロディに代わって常磐緩行線を中心に多く導入された。　主な曲は「教会の見える駅」（日暮里駅・田端駅など）
- 永楽電気 - 国鉄時代から数多くの駅に放送装置を納入しており、発車メロディの制作にも初期から参加している。童謡・唱歌などのアレンジが多い。また、近年はオリジナル曲も増えている。　主な曲は「牧場の朝」（久喜駅）「アマリリス」（久喜駅など）「整理番号5-5」（八戸駅）など
- カンノ製作所 - 初期から甲府駅や府中本町駅などで使用されていたが、2010年代以降、使用例が減っている。多くは曲名が存在しない。　主な曲は、軽井沢駅しなの鉄道ホーム、下諏訪駅などの発車メロディ。
- スイッチ - 2000年代後半以降、新曲が多数導入されている。2023年にはJR-SHRシリーズが新規導入された。また、多くのご当地発車メロディの制作も手掛ける。　主な曲は「ムーンストーン」（佐倉駅）「さらば青春の光」（高崎駅） など
- サウンドフォーラム - 2000年代後半以降、日本電音のメロディを置き換える形で導入され、主に首都圏で多く使用されている。　主な曲は「ML-24」（旧品川駅）「春NewVer」（鶯谷駅など）
- ヤマハ - 1990年頃以降、新宿駅や渋谷駅などで使用されていた、かなり初期の発車メロディ。1ターンが短く、今とは違った発車メロディである。現在は水戸駅でのみ使用されている。
- 自社管理曲 - 2024年10月ごろから、横浜駅を皮切りに首都圏エリアを中心に既存の汎用メロディを代替する目的で導入された。これらの曲は、著名な音楽事務所・音楽家の協力のもと制作を行ったものであるが、制作者などの詳細について当面公表の予定はないとしている。
  - 区別上の管理名称としてJRE-IKST-0xx-0xが振られており、0xxの部分は001から023までが、0xの部分は音色違いとして01から最大で10までが存在している（一部は未採用のため欠番）。これらの曲は、ファンの間ではおおむね路線別・上下線別で統一されているという見解があるが、これについてJR東日本は「社内で多面的に検討し決定している」とのみコメントしている。
  - この他、管理名称非公開のメロディも存在する（山手線神田駅・同線池袋駅の企業広告曲と立川駅1番線、2番線で使用しているメロディが該当。企業広告曲はジェイアール東日本企画との共作。）。

##### 童謡・唱歌
| 駅名                          | 使用ホーム                        | 使用曲                 | 使用開始年月日 及び使用期間   | 備考 |
| ----------------------------- | --------------------------------- | ---------------------- | ----------------------------- | --- |
| 品川駅                        | 6・7・11・12番線 (東海道線ホーム) | 鉄道唱歌               | 2002年-2025年6月11日          | 品川駅開業130周年を記念して導入されていた。 1872年に日本初の鉄道が仮開業したときの起点となった駅であることによる。 メロディの最後には、現在「SLばんえつ物語号」を牽引している蒸気機関車「C57 180」から音源を拾った汽笛が流れる。 11番線に関しては、2015年4月から別の曲に変更されていたが、2016年4月から下り発車時のみ使用が再開されている（ただし、他の番線とは音色が異なる）。2017年3月4日からは7番線でも11番線と同じバージョンが使用されている。 現在は全番線使用終了。 |
| 木更津駅                      | 1～3番線 (内房線ホーム)           | 証城寺の狸囃子         | 2004年                        | 駅の近くに曲の舞台となった證誠寺があることによる。 |
| 武蔵小金井駅 (中央線)         | 1・2番線                          | さくらさくら           | 2006年4月1日                  | 開業80周年を記念して使用されている、小金井公園が桜の名所であることによる。 2020年8月31日までは3・4番線でも使用されていた。 |
| 駒込駅 (山手線)               | 全ホーム共通                      | さくらさくら           | 2005年                        | ソメイヨシノの発祥地が同駅付近であることによる。 2005年、2006年は春季限定で使用され、2007年3月からは通年で使用。 |
| 八王子駅 (中央線・横浜線)     | 全ホーム共通                      | 夕焼け小焼け           | 2005年12月25日                | 作詞した中村雨紅が八王子市出身であることによる。 2022年3月11日までは八高線ホームでも使用されていた。 |
| 奥多摩駅 (青梅線)             | 全ホーム共通                      | どんぐりころころ       | 2006年4月21日                 | 青梅線青梅以西ワンマン化により消滅。 |
| 豊田駅 (中央線)               | 全ホーム共通                      | たきび                 | 2010年1月23日                 | 作詞した巽聖歌が駅の近隣の日野市旭が丘に住んでいたことによる。 |
| 三鷹駅 (中央線)               | 全ホーム共通                      | めだかの学校           | 2010年6月26日                 | 三鷹駅開業80周年を記念して導入。 作曲した中田喜直が戦後しばらく三鷹市に住んでいたことによる。 |
| 鎌倉駅 (横須賀線)             | 全ホーム共通                      | 童謡「鎌倉」           | 2013年7月1日 - 2015年6月30日  | |
| 平塚駅 (東海道線)             | 全ホーム共通                      | たなばたさま           | 2013年7月5日                  | 『湘南ひらつか七夕まつり』開催地。 |
| 阿佐ケ谷駅 (中央線)           | 全ホーム共通                      | たなばたさま           | 2014年7月7日                  | 『阿佐谷七夕まつり』開催地。 イベント「阿佐谷ジャズストリート」にちなんでジャズ風のアレンジになっている。 |
| 村上駅 (羽越本線)             | 全ホーム共通                      | 汽車                   | 2014年3月                     | 作曲した大和田愛羅が村上市出身であることによる。 また、常磐線広野駅でも使用されている（後述）。 |
| 前橋駅 (両毛線)               | 全ホーム共通                      | チューリップ           | 2014年4月19日                 | 作曲した井上武士が現在の前橋市出身であることによる。 |
| 小田原駅 (東海道線)           | 全ホーム共通                      | お猿のかごや           | 2014年11月1日                 | 歌詞の中に「小田原提灯ぶら下げて」というフレーズがあることによる。 |
| 伊東駅 (伊東線・伊豆急行線)   | 全ホーム共通                      | みかんの花咲く丘       | 2015年3月29日                 | 作曲した海沼実が、車窓にみかん畑が現れる東海道線国府津駅付近でやっと前奏が浮かび、伊東線の宇佐美駅付近でようやく曲が完成したエピソードにちなむもの。 |
| 宇佐美駅 (伊東線)             | 全ホーム共通                      | みかんの花咲く丘       | 2015年3月29日                 | 作曲した海沼実が、車窓にみかん畑が現れる東海道線国府津駅付近でやっと前奏が浮かび、伊東線の宇佐美駅付近でようやく曲が完成したエピソードにちなむもの。 |
| 国府津駅 (東海道線・御殿場線) | 全ホーム共通                      | みかんの花咲く丘       | 2022年5月2日                  | 作曲した海沼実が、車窓にみかん畑が現れる東海道線国府津駅付近でやっと前奏が浮かび、伊東線の宇佐美駅付近でようやく曲が完成したエピソードにちなむもの。 |
| 桜木町駅 (根岸線)             | 全ホーム共通                      | 線路は続くよどこまでも | 2015年7月25日 - 2025年5月22日 | 桜木町駅・2代目横浜駅の開業100周年を記念して導入されていた。 |
| 二宮駅 (東海道線)             | 全ホーム共通                      | 朧月夜                 | 2016年1月9日                  | 近くにある吾妻山公園が早咲きの菜の花の名所であることによる。 当初は同年4月10日までの使用予定であったが、その後も継続使用されている。 |
| 辻堂駅 (東海道線)             | 全ホーム共通                      | 浜辺の歌               | 2016年12月1日                 | 歌人・林古渓が辻堂海岸の情景を思い描いて作詞した曲であることによる。 なお、この曲は、近隣住民の署名活動によって、管轄である横浜支社が変更に至った。 |
| 国分寺駅 (中央線)             | 全ホーム共通                      | 電車ごっこ             | 2017年3月4日                  | 作曲家・信時潔が国分寺市に在住していたことによる。 |
| 西国分寺駅                    | 中央線ホーム                      | 一番星みつけた         | 2017年3月4日                  | 作曲家・信時潔が国分寺市に在住していたことによる。 |
| 西国分寺駅                    | 武蔵野線ホーム                    | 国分寺市の歌           | 2017年3月4日                  | 作曲家・信時潔が国分寺市に在住していたことによる。 |

##### 民謡・祭りの曲
| 駅名                      | 使用ホーム                           | 使用曲                     | 使用開始年月日 及び使用期間   | 備考 |
| ------------------------- | ------------------------------------ | -------------------------- | ----------------------------- | --- |
| 山形駅 (奥羽本線)         | 1・2番線 (山形新幹線ホーム)          | 花笠音頭                   | 1992年7月1日                  | 山形新幹線開業時より使用。 当初はオルゴール調であったが、2023年10月15日より山形交響楽団が演奏するものに変わった。                                                                             |
| 山形駅 (奥羽本線)         | 3・4番線 (山形線ホーム)              | 花笠音頭                   | 1992年7月1日                  | 山形新幹線開業時より使用。 当初はオルゴール調であったが、2023年10月15日より山形交響楽団が演奏するものに変わった。                                                                             |
| 高円寺駅 (中央本線)       | 1・2番線 (中央・総武線ホーム)        | 阿波踊り                   | 2004年                        | 東京高円寺阿波おどり開催地であることによる。 阿波おどりの基本のお囃子のアレンジを使用。 当初は毎年8月限定であったが、2016年8月1日からはアレンジを変更の上、通年使用に変更されている。         |
| 南越谷駅 (武蔵野線)       | 全ホーム共通                         | 阿波踊り                   | 2014年8月9日                  | 南越谷阿波踊り開催地であることによる。 徳島の有名連である「阿呆連」が演奏したお囃子のアレンジを使用。 当初は毎年8月限定で使用されていたが、2023年7月からは通年使用に変更されている。          |
| 弘前駅 (奥羽本線・五能線) | 全ホーム共通                         | 津軽じょんがら節           | 2004年12月12日                | 同駅の4代目駅舎開業に合わせて導入された。 |
| 桐生駅 (両毛線)           | 全ホーム共通                         | 八木節                     | 2011年6月15日                 | 桐生市で開催される桐生八木節まつりにちなんでいる。 |
| 大曲駅                    | 1 - 3番線 (奥羽本線・田沢湖線ホーム) | 秋田おばこ節 （秋田民謡）  | 2012年8月9日                  | 当初は全ホームで採用されていたが、2017年7月1日から秋田新幹線ホームのみ別の曲に変更されている（後述）。                                                                                        |
| 新庄駅                    | 全ホーム共通                         | 新庄まつり囃子             | 2014年8月23日                 | 山形新幹線・奥羽本線・陸羽西線・陸羽東線全ホームで採用。 |
| 矢野口駅 (南武線)         | 全ホーム共通                         | 稲城繁盛節                 | 2014年11月29日〜2025年3月15日 | 当初は2015年1月15日までの使用予定であったが、2025年に南武線がワンマン化されるまで継続使用された。                                                                                             |
| 石和温泉駅 (中央本線)     | 全ホーム共通                         | 武田節                     | 2016年2月10日                 | 作詞者米山愛紫が現在の笛吹市出身であったことにちなむとされる。 石和温泉駅南北自由通路供用開始を記念して導入された。                                                                           |
| 新青森駅                  | 11～14番線 (新幹線ホーム)            | ねぶた囃子                 | 2016年3月1日                  | 北海道新幹線開業前に東北新幹線にて先行導入。そのまま北海道新幹線にも採用。 |
| 北朝霞駅 (武蔵野線)       | 全ホーム共通                         | 集まれ！踊り人             | 2017年7月20日                 | 朝霞市民祭り「彩夏祭」の総踊り曲。 当初は毎年「彩夏祭」の開催期間限定で使用されていたが、2023年7月からは通年使用に変更されている。                                                            |
| 蓮田駅                    | 全ホーム共通                         | 雅楽谷の森～蓮田のタカラ～ | 2018年10月                    | 蓮田市で11月に行われる「雅楽谷の森フェスティバル」のテーマソング。 2018年から2022年（2020年は除く）までは祭りの開催1ヶ月前から使用されていたが、2023年10月3日からは通年使用に変更されている。 |

##### 市町村の歌・イメージソング
| 駅名                       | 使用ホーム                    | 使用曲                                      | 使用開始年月日 及び使用期間                                   | 備考 |
| -------------------------- | ----------------------------- | ------------------------------------------- | ------------------------------------------------------------- | --- |
| 会津若松駅                 | 全ホーム共通                  | AIZUその名の情熱 (会津若松市イメージソング) | 2002年                                                        | 南こうせつ作曲 会津若松市で第5回全国SLサミットが開催されたことを記念している。                                                                                     |
| 大宮駅                     | 1番線 (京浜東北線ホーム）     | 希望（ゆめ）のまち (さいたま市歌)           | 2003年4月1日                                                  | タケカワユキヒデ作曲 2003年4月1日のさいたま市の政令指定都市移行を記念して作られた曲である。 かつて浦和駅、さいたま新都心駅では短い編曲のメロディも使用されていた。 |
| 浦和駅 さいたま新都心駅    | 京浜東北線 大宮方面行きホーム | 希望（ゆめ）のまち (さいたま市歌)           | 2003年4月1日                                                  | タケカワユキヒデ作曲 2003年4月1日のさいたま市の政令指定都市移行を記念して作られた曲である。 かつて浦和駅、さいたま新都心駅では短い編曲のメロディも使用されていた。 |
| 北浦和駅 与野駅            | 京浜東北線 大宮方面行きホーム | 希望（ゆめ）のまち (さいたま市歌)           | 2007年10月1日                                                 | タケカワユキヒデ作曲 2003年4月1日のさいたま市の政令指定都市移行を記念して作られた曲である。 かつて浦和駅、さいたま新都心駅では短い編曲のメロディも使用されていた。 |
| 深谷駅                     | 全ホーム共通                  | おねぎのマーチ                              | 2006年4月1日                                                  | 深谷市の名産品である深谷ねぎのイメージソング。 |
| 戸田公園駅 戸田駅 北戸田駅 | 新宿方面行きホーム            | ああわが戸田市(戸田市歌)                    | 2007年8月1日                                                  | |
| 熊谷駅(高崎線) 籠原駅      | 全ホーム共通                  | 熊谷市歌                                    | 2008年4月1日                                                  | |
| 上尾駅 北上尾駅            | 全ホーム共通                  | 上尾市歌                                    | 2010年6月10日                                                 | |
| 鴻巣駅 北鴻巣駅 吹上駅     | 全ホーム共通                  | HANDS ～大きな手から、小さな手へ～          | 2010年8月1日                                                  | 美根ゆり香作曲 鴻巣市・花のイメージソング。 |
| 後閑駅 水上駅              | 全ホーム共通                  | ふる里「みなかみ」                          | 2010年11月1日                                                 | なつこ作曲 みなかみ町のイメージソング。 |
| 川口駅 西川口駅 東川口駅   | 全ホーム共通                  | 川口市民歌                                  | 2013年11月10日 - 2014年1月10日 2018年11月1日 - 2018年11月30日 | |
| 川崎駅                     | 5・6番線 (南武線ホーム)       | 川崎市歌                                    | 2016年4月5日 - 2025年3月14日                                  | |
| 栃木駅                     | 全ホーム共通                  | 栃木市民の歌 ～明日への希望～               | 2018年4月10日                                                 | 久石譲作曲 |
| 宇都宮駅                   | 7〜10番線                     | 栃木県民の歌                                | 2018年4月1日 ～2018年6月30日                                  | 現在不使用 『本物の出会い 栃木』デスティネーションキャンペーン（栃木DC）に合わせて使用。                                                                           |
| 藤沢駅                     | 3・4番線                      | 藤沢市歌                                    | 2024年10月1日~                                                | 藤沢市民の要望を受け使用開始。 |

##### 歌手・バンド・グループの楽曲
- 雨のステイション（荒井由実（松任谷由実））
2006年3月31日から青梅線西立川駅で使用されている。当駅が舞台となった楽曲で、松任谷の3rdアルバム「COBALT HOUR」に収録されている。当初は同年6月30日までの使用予定であったが、好評のため1年間延長された。しかし、その後も継続使用されている。
- あゝ上野駅（井沢八郎）
2013年7月28日から、上野駅の開業130周年を記念して使用されている。集団就職をする若者の想いを歌った井沢八郎のヒット曲。当初は13番線で使用されていたが、2016年11月1日からは16・17番線で使用されている。
- 夢伝説（スターダストレビュー）
2013年10月1日から高崎線行田駅で使用されている。行田市観光大使であるスターダストレビューの代表曲。
- 銀河鉄道999（ゴダイゴ）
2014年6月14日から横浜線淵野辺駅で使用されている。宇宙航空研究開発機構（JAXA）相模原キャンパスの最寄り駅であることから宇宙をイメージして採用された。
- 希望の轍（サザンオールスターズ）
2014年10月1日から茅ケ崎駅東海道線ホーム（5・6番線）で使用されている。ボーカルの桑田佳祐が茅ヶ崎市出身のサザンオールスターズの代表曲。なお、2000年に開催した凱旋コンサートを契機にサザンの楽曲を発車メロディに導入しようという計画が浮上していたが（「希望の轍」はその際行われた市民投票で1位を獲得した）、スムーズな乗降に支障をきたすとして却下されていた。代案としてコンサートの翌2001年の夏季に駅構内でサザンオールスターズ楽曲をオルゴールによるBGMとして流した。その後2014年に茅ヶ崎商工会議所青年部による署名活動により、1万名に及ぶ署名とアンケートがJR東日本に提出され、協議の結果正式に発車メロディとして採用されることになった。
- キセキ（新幹線ホーム）/扉（在来線ホーム）（GReeeeN）
2015年4月1日から郡山駅で使用されている。郡山にゆかりのあるGReeeeNの代表曲。
- 渡良瀬橋（森高千里）
2015年7月24日から両毛線足利駅で使用されている。渡良瀬橋の最寄り駅であることによる。
- 上を向いて歩こう（坂本九）
2016年12月10日から川崎駅東海道線ホーム（1・2番線）で使用されている。坂本九が川崎市出身であることによる。また、常磐線友部駅でも使用されている（後述）。
- 明日はきっといい日になる（高橋優）
2017年3月22日から秋田新幹線・奥羽本線・羽越本線秋田駅で使用されている。
- ff (フォルティシモ)（HOUND DOG）
2018年3月18日から仙台駅（東北本線・常磐線・仙石東北ライン専用）で使用されている。
- Around The World（MONKEY MAJIK）
2018年3月18日から仙台駅（仙台空港アクセス線専用）で使用されている。
- 俺たちの明日（5番線）/今宵の月のように（6番線）（エレファントカシマシ）
2018年11月16日から赤羽駅湘南新宿ラインホーム（5・6番線）で使用されている。赤羽にゆかりのあるエレファントカシマシの楽曲。
- 夕暮れ時はさびしそう（N.S.P）
2019年3月20日から一ノ関駅新幹線ホームで使用されている。N.S.Pが一関工業高等専門学校出身であることによる。
- ダイジョウブ（小田和正）
2019年11月1日から盛岡駅新幹線ホームで使用されている。盛岡市などが舞台となったNHK連続テレビ小説「どんど晴れ」の主題歌。
- Forever Love（X JAPAN）
2019年11月9日から館山駅で使用されている。X JAPANのメンバーであるYOSHIKIとToshlが館山市出身であることによる。
- 君は天然色（大瀧詠一）
2020年10月1日から東北新幹線水沢江刺駅で使用されている。大瀧が岩手県奥州市江刺の出身であることによる。
- さらば青春の光（11・12番線）/Great Messenger（13・14番線）（布袋寅泰）
2021年7月3日から高崎駅新幹線ホームで使用されている。布袋が高崎市出身であることによる。
- 海 その愛（加山雄三）
2021年9月28日から2022年3月11日まで茅ケ崎駅相模線ホーム（1・2番線）で使用されていた。加山が茅ヶ崎市出身であることによる。2022年のワンマン化に伴い使用停止。
- Jupiter（平原綾香、原曲：グスターヴ・ホルスト作・組曲『惑星』第4曲「木星、快楽をもたらす者」第4主題昼間部）
2024年7月1日より南武線武蔵溝ノ口駅で使用されている。同駅に近い洗足学園音楽大学の創立および川崎市制が共に100周年になるのを記念し、同校出身者である平原のデビュー曲を起用、平原本人によるサクソフォーンなどで演奏した特別版を音源として使用し、3つのホームそれぞれアレンジを変える。なお、2025年の南武線ワンマン化に伴い使用停止。

##### 応援歌・スポーツ関連楽曲
| 駅名                            | 使用ホーム               | 使用曲                                                      | 使用開始年月日 及び使用期間   | 備考 |
| ------------------------------- | ------------------------ | ----------------------------------------------------------- | ----------------------------- | --- |
| 海浜幕張駅 (京葉線)             | 全ホーム共通             | We Love Marines (千葉ロッテマリーンズ球団歌)                | 2005年3月26日                 | プロ野球パシフィック・リーグ球団・千葉ロッテマリーンズの本拠地・千葉マリンスタジアム（ZOZOマリンスタジアム）の最寄り駅であることによる。 |
| 水道橋駅 (中央・総武線)         | 全ホーム共通             | 闘魂こめて (読売ジャイアンツ球団歌)                         | 2006年7月4日                  | 水道橋駅開業100周年を記念して導入。 プロ野球セントラル・リーグ球団・読売ジャイアンツの本拠地・東京ドームの最寄り駅であることによる。 当初は期間限定使用の予定であったが、現在も継続使用されている。 |
| 大宮駅                          | 2番線 (京浜東北線ホーム) | Vamos Ardija (大宮アルディージャ応援歌)                     | 2007年9月30日                 | サッカーJリーグ・大宮アルディージャのホームタウンであり、さいたま市大宮公園サッカー場（NACK5スタジアム大宮）の最寄り駅であることによる。 |
| 浦和駅                          | 1番線 (京浜東北線ホーム) | Keep On Rising (浦和レッズ応援歌)                           | 2007年10月1日                 | サッカーJリーグ・浦和レッズのホームタウンであることによる。 |
| 蘇我駅 (内房線・外房線・京葉線) | 全ホーム共通             | Over (ジェフユナイテッド市原・千葉応援歌)                   | 2007年11月18日                | サッカーJリーグ・ジェフユナイテッド市原・千葉のホームスタジアムである千葉市蘇我球技場（フクダ電子アリーナ）の最寄り駅であることによる。 |
| 宮城野原駅 (仙石線)             | 全ホーム共通             | 羽ばたけ楽天イーグルス (東北楽天ゴールデンイーグルス球団歌) | 2010年3月26日                 | プロ野球パシフィック・リーグ球団・東北楽天ゴールデンイーグルスのホームスタジアムである宮城球場（楽天生命パーク宮城）の最寄り駅であることによる。 |
| 関内駅 (根岸線)                 | 全ホーム共通             | 熱き星たちよ (横浜DeNAベイスターズ球団歌)                   | 2011年6月2日                  | プロ野球セントラル・リーグ球団・横浜ベイスターズ（現・横浜DeNAベイスターズ）の本拠地・横浜スタジアムの最寄り駅であることによる。 2011年、2012年は公式戦の最終日までの期間限定で使用され、2013年3月29日からは好評のため通年使用に切り替え。 |
| 武蔵中原駅 (南武線)             | 1・2番線(上り)           | FRONTALE2000 (川崎フロンターレ応援歌)                       | 2013年1月24日 - 2025年3月14日 | サッカーJリーグ・川崎フロンターレのホームスタジアムである等々力陸上競技場の最寄り駅であることによる。 |
| 武蔵中原駅 (南武線)             | 3・4番線(下り)           | FRONTALE20000 (川崎フロンターレ応援歌)                      | 2013年1月24日 - 2025年3月14日 | サッカーJリーグ・川崎フロンターレのホームスタジアムである等々力陸上競技場の最寄り駅であることによる。 |
| 武蔵小杉駅                      | 1・2番線 (南武線ホーム)  | ナンバーワン野郎! (ザ・クロマニヨンズ)                      | 2014年2月26日 - 2025年3月14日 | サッカーJリーグ・川崎フロンターレのホームスタジアムである等々力陸上競技場の最寄り駅であることによる。 替え歌がフロンターレの応援に使用されており、作曲の真島昌利公認のもとで採用された。 |
| 小机駅 (横浜線)                 | 全ホーム共通             | We are F・Marinos (ゆず、横浜F・マリノス応援歌)             | 2016年1月23日                 | サッカーJリーグ・横浜F・マリノスの拠点である横浜国際総合競技場（日産スタジアム）の最寄り駅であることによる。 |
| 柏駅                            | 3番線 (常磐快速線ホーム) | 突き進め柏 (バックドロップシンデレラ、柏レイソル応援歌)     | 2020年4月12日 - 2022年4月11日 | サッカーJリーグ・柏レイソルの拠点である日立柏サッカー場（三協フロンテア柏スタジアム）の最寄り駅であることによる。 契約期間満了により使用が終了された。後述の通り、後に同じ柏駅に乗り入れる東武野田線（東武アーバンパークライン）で2024年から期間限定で使用されている。『突き進め柏』は東武1番線、『チュニジア』は東武3番線で使用されているが、どちらもJRでの使用時よりは演奏時間が短いものとなっている。 |
| 柏駅                            | 4番線 (常磐快速線ホーム) | チュニジア (柏レイソル応援歌)                               | 2020年4月12日 - 2022年4月11日 | サッカーJリーグ・柏レイソルの拠点である日立柏サッカー場（三協フロンテア柏スタジアム）の最寄り駅であることによる。 契約期間満了により使用が終了された。後述の通り、後に同じ柏駅に乗り入れる東武野田線（東武アーバンパークライン）で2024年から期間限定で使用されている。『突き進め柏』は東武1番線、『チュニジア』は東武3番線で使用されているが、どちらもJRでの使用時よりは演奏時間が短いものとなっている。 |

##### 常磐線・水戸線
- RYUとぴあ音頭（1番線）
- かえるの合唱（2番線）
- 白鳥の湖（3番線）
2017年6月3日から龍ケ崎市駅で使用されている。
- グリーン・グリーン（下り）
- オー・シャンゼリゼ（上り）
2007年12月1日から牛久駅で使用されている。牛久市の観光資源をイメージしたもので、「グリーン・グリーン」は駅の西側にある牛久沼、またその牛久沼を愛した小川芋銭のアトリエの雲魚亭や芋銭を偲んだ「河童の碑」があることなどから水と緑の豊かな香りをイメージしたもの、「オー・シャンゼリゼ」は駅の東側に日本初の本格的なワイン醸造場であるシャトーカミヤがあることからフランス・パリをイメージしたものである。
- モーツァルト作曲 きらきら星変奏曲（下り）
- モーツァルト作曲 ロンドKV.485（旧上り）
- 風の贈り物（上り）
1991年から土浦駅で使用されている。2009年8月1日にロンドは使用終了し、土浦市のイメージソング「風の贈り物」に変更された。なお、荒川沖駅・神立駅もその変更と同時に同じ組み合わせになった。
- バラが咲いた（1番線）
- ここで君を待ってるよ（2番線）
- 石岡のお囃子（3番線）
2016年9月1日から石岡駅で使用されている。
- 明日があるさ（友部駅常磐線下り）
- 上を向いて歩こう（友部駅常磐線上り）
- 幸せなら手をたたこう（友部駅水戸線ホーム、岩間駅下り、笠間駅下り）
- LETKIS JENKA（岩間駅上り、笠間駅上り）
2007年3月4日から友部駅で使用されている。坂本九が幼少の頃、学童疎開で旧笠間町に疎開していたことによる。その後2012年7月24日から岩間駅、2014年4月29日から笠間駅でも使用されている。
- いつでも夢を（大甕駅 - 十王駅上り）
- 恋のメキシカン・ロック（大甕駅下り）
- 公園の手品師（常陸多賀駅下り）
- 寒い朝（日立駅下り）
- 明日は咲こう花咲こう（小木津駅下り）
- 若い港（十王駅下り）
2005年11月1日（日立駅は10月6日）から使用されている。いずれも日立市出身の吉田正作曲で、下りは駅ごと、上りは駅共通のメロディ（小木津・十王の両駅は音色が異なる）が使用されている。
- あしたの風とひとつになって
2013年11月1日から高萩駅で使用されている。同駅前にある「長久保赤水銅像」を記念している。
- 七つの子（磯原駅）
- シャボン玉（湯本駅）
2002年から磯原駅で、2004年から湯本駅で使用されている。磯原やいわき湯本温泉にゆかりのある詩人野口雨情が作詞した童謡である。「七つの子」は原曲をそのままアレンジしたメロディが導入されており、フルコーラスは約1分ある。
- シューベルト作曲 ピアノ五重奏曲イ長調第4楽章「ます」（旧1・2番線）
- フラガール～虹を～（1・2番線）
- シューベルト作曲 楽興の時第3番（3・4番線）
- メンデルスゾーン作曲 春の歌（5・6番線）
1991年から常磐線・磐越東線いわき駅で使用されている。2016年10月1日に「ます」は使用終了し、ジェイク・シマブクロ作曲の「フラガール～虹を～」に変更された。
- 汽車（下り）
- とんぼのめがね（上り）
2008年3月17日から広野駅で使用されている。
- 相馬流れ山
常磐線が全線で運転を再開した2020年3月14日から原ノ町駅で使用されている。当地で相馬野馬追が開催されることにちなむ。

##### その他
- 仙台駅、あおば通駅のメロディ
1988年から使用されている。宮城県仙台市出身の榊原光裕が作曲し、当初は仙台駅在来線ホーム1 - 8番線（仙石線ホームは発車ベル）とあおば通駅でさとう宗幸の代表曲「青葉城恋唄」をモチーフにしたメロディ（両駅でアレンジが異なる）、仙台駅新幹線ホーム11 - 14番線でオリジナルのメロディが使用されていたが、2016年7月1日から、仙台駅では仙台フィルハーモニー管弦楽団が演奏したメロディに変更され、仙台駅在来線ホーム1 - 8番線は「すずめ踊り」、新幹線ホーム11 - 14番線は「青葉城恋唄」（在来線ホームで使用されていたものとは異なる）が採用された。その後2018年3月18日からは、仙台駅在来線ホームのうち1 - 6番線についてはHOUND DOGの「ff（フォルティシモ）」（東北本線・常磐線・仙石東北ライン専用）、MONKEY MAJIKの「Around The World」（仙台空港アクセス線専用）に変更となった（仙山線では引き続き「すずめ踊り」が流れる）。
- ヴィヴァルディ作曲『四季』より〜春〜第一楽章（旧高尾駅2番線等）・〜秋〜第三楽章（旧高尾駅4番線等）
2025年5月13日まで、中央本線高尾駅と、京浜東北線大井町駅で使用されていた。1993年から大井町駅で使用されており、首都圏では発車メロディ用に作られた曲ではない曲を初めて採用した事例である。この楽曲が導入された理由は、メロディ導入時の大井町駅駅長の趣味だったとされているものの経緯は謎となっている。メロディを導入したごく初期は、1番線でバッハ作曲『平均律クラヴィーア曲集』の第2巻5番、2番線でベートーヴェン作曲『交響曲第8番』の第1楽章の一部分がそれぞれ使用されていた。高尾駅の場合は2001年より大井町駅で好評だったのと1・3番線での同時発車による混線防止のため、2・4番線で採用された。
- 蒲田行進曲
1997年から京浜東北線蒲田駅で使用されている。蒲田撮影所があったことによる。
- A Sea Bird（船出と航海、旅のスタート）/Sea Green（旅立ちと帰郷）
2002年から石巻駅の仙石線ホームで使用されている。平日と土曜・休日で使用曲が異なり、「A Sea Bird」は平日に、「Sea Green」は土曜・休日に使用される。このメロディは宮城県石巻市出身の和泉耕二が作曲し、コミュニティFM局「ラジオ石巻」の企画であった。
- 鉄腕アトム主題歌
2003年3月1日から山手線高田馬場駅、2004年4月1日から武蔵野線新座駅で使用されている。高田馬場駅は手塚プロダクションのオフィスの最寄り駅であり、原作漫画の作中で科学省の所在地であること、新座駅は手塚プロダクションのスタジオの最寄り駅であることによる。高田馬場駅のものは当初期間限定使用の予定であったが、現在も継続使用されている。
- Zip-a-Dee-Doo-Dah（下り）/It's a small world（上り）（ディズニーソング）
- 魔法の鍵〜The Dream Goes On（石井竜也&高杉さと美）
- Happiness is Here
- Let It Go～ありのままで～（下り）/生まれてはじめて（上り）
- When Your Heart Makes a Wish
- Brand New Day
- 君の願いが世界を輝かす
- リビング・イン・カラー
- 輝く未来
2004年6月14日から京葉線舞浜駅で使用されている。東京ディズニーランド・東京ディズニーシーをはじめとする東京ディズニーリゾートの最寄り駅であることによる。
下記の特別期間以外は、「Zip-a-Dee-Doo-Dah」「It's a small world」が使用されていた。
2008年4月15日から2009年4月14日までは、東京ディズニーリゾート開園25周年を記念して25周年テーマソングの「魔法の鍵〜The Dream Goes On」が使用されていた。
2013年4月11日から2014年3月20日までは、東京ディズニーリゾート開園30周年を記念して30周年テーマソングの「Happiness is Here」が使用されていた。
2016年1月12日から3月18日までは、東京ディズニーランドのスペシャルイベント「アナとエルサのフローズンファンタジー」に合わせ、映画「アナと雪の女王」主題歌の「Let It Go～ありのままで～」と劇中歌の「生まれてはじめて」が使用されていた。
2016年4月15日から2017年3月17日までは、東京ディズニーシー開園15周年を記念して15周年テーマソングの「When Your Heart Makes a Wish」が使用されていた。
2018年4月10日から2019年3月25日までは、東京ディズニーリゾート開園35周年を記念して35周年テーマソングである「Brand New Day」が使用されていた。
2023年4月15日から2024年6月5日までは、東京ディズニーリゾート開園40周年を記念して「君の願いが世界を輝かす」「リビング・イン・カラー」が使用されていた。
2024年6月6日からは、東京ディズニーシーの新テーマポート「ファンタジースプリングス」のオープンを記念して映画『塔の上のラプンツェル』劇中歌「輝く未来」と映画『アナと雪の女王』主題歌「Let It Go～ありのままで～」が使用されている。なお、後者は2016年に使用されたものとアレンジが異なる。
- ひみつのアッコちゃん主題歌
2005年3月29日から2020年3月31日まで青梅線青梅駅で使用されていた。駅周辺のレトロタウン化と青梅赤塚不二夫会館オープンによるものである。当初は期間限定使用の予定であったが、以後も継続使用されている。なお、赤塚不二夫会館閉館に伴い、2020年3月31日で使用を終了した。
- アントン・カラス「第三の男」（サッポロビール「ヱビスビール」CMソング）
2005年6月6日から山手線・埼京線・湘南新宿ライン恵比寿駅で使用されている。同駅が「ヱビスビール」出荷用の駅として開業したことによるもので、地元商店街の要望で実現した。なお、それ以前にも2004年10月21日から同年12月25日にかけてアレンジの違うメロディが使用されていた。
- ハチ公物語（1番線）
- きりたんぽ物語（2･3番線）
2007年12月18日から奥羽本線・花輪線大館駅で使用されている。地元出身デュオ「ダックスムーン」の曲。
- 高原列車は行く（在来線ホーム）/栄冠は君に輝く（新幹線ホーム）
2009年4月11日から福島駅で使用されている。作曲した古関裕而が福島市出身であることによる。
- ウイスキーが、お好きでしょ（サントリー角瓶CMソング）
2010年7月19日から8月20日まで、新橋駅で企業コマーシャルとして使用。
- 春になったら（miwa、NTTドコモCMソング）
2011年3月1日から3月20日まで、原宿駅で企業コマーシャルとして使用。当初は3月31日までの使用予定であったが東日本大震災の影響により20日で打ち切りとなった。
- コカ・コーラ 5トーン（コカ・コーラCMソング）
2011年6月27日から7月31日まで、渋谷駅で企業コマーシャルとして使用。
- 青い山脈
2011年10月1日から横手駅で使用されている。原作小説の著者石坂洋次郎が、教職員時代に横手で勤務していたことから採用された。
- うなりくん なう!
2014年7月1日から成田線成田駅1番線で使用されている。成田市観光マスコットキャラクター「うなりくん」のテーマソング。
- ぼくドラえもん（ドラえもんオープニング曲・登戸駅1番線）
- きてよパーマン（パーマン主題歌・登戸駅2番線）
- ドラえもんのうた（ドラえもん主題歌・登戸駅3番線）
- すいみん不足（キテレツ大百科オープニング曲・宿河原駅1番線）
- 夢をかなえてドラえもん（ドラえもん主題歌・宿河原駅2番線）
2016年9月3日から2025年3月14日まで南武線登戸駅、宿河原駅で使用されていた。最寄りの藤子・F・不二雄ミュージアムの開業5周年を記念して採用されていた。
- 夢の空
2017年7月1日から大曲駅の秋田新幹線ホーム（11・12番線）で使用されている。全国花火競技大会のオープニング曲。
- Fine day!（古澤巌）
2018年4月1日に開業した両毛線あしかがフラワーパーク駅で開業日より使用されている。古澤本人の演奏により発車メロディ用に改めて収録されている。
- カリフォルニア・シャワー 
2019年4月1日から6月30日の間、宇都宮駅の期間限定メロディーとして使用される予定だったが、同年7月1日より継続使用となった。作曲した渡辺貞夫が宇都宮市出身なので採用された。
- プッチーニ作曲 『トゥーランドット』
上野駅山手線ホーム（2・3番線）にて2019年4月20日～同年7月20日まで期間限定で使用されていた。東京文化会館での「オペラ夏の祭典2019-20 Japan Tokyo World」開催に伴う変更。また、2019年11月～2020年9月の期間は、同館での上演作品に合わせ、ワーグナー作曲の『ニュルンベルクのマイスタージンガー』が使用されていた。
- 「モンダミン」CMソング
神田駅山手線ホーム（2・3番線）にて、2023年10月2日から2028年9月30日までの予定で使用。同駅付近に本社があるアース製薬との協業によるもの。
- ビックカメラのテーマソング（原曲：賛美歌「まもなくかなたの」）
池袋駅山手線ホーム（5〜8番線）にて2024年3月1日より使用開始。同駅付近に本社と本店があるビックカメラがJR東日本に打診し、実現した。

##### 補足
- JR東日本発足以降、首都圏の多くの駅が発車ベルを廃止していった中、上野駅では16・17番線を除き、発車メロディを導入せず、発車ベルを使い続けていた。これは、東北地方などから集団就職で上京した人にとって、発車ベルにこそ思い入れがあるからだという。その後2013年に13番線、2015年の上野東京ライン開通時に5-10番線に、発車メロディが導入された。また、期間限定ではあるが2・3番線についても発車メロディが導入される。
  - この他、上記の上野駅と同じ理由で東京駅の20-23番線（JR東日本新幹線ホーム）、総武地下ホーム4番線の最終電車への継続使用を筆頭に内房線の本千葉駅、長浦駅、夜の横須賀・総武快速線からの総武本線成東駅直通電車の停車駅である総武本線の南酒々井駅、日向駅などでも、発車ベルを使い続けている。

#### 東海旅客鉄道（JR東海）
- 東海道新幹線東京駅では2003年11月まで使われていた「のぞみ」の始発駅・終着駅到着前の車内メロディが発車メロディとして14・15番線が2008年9月下旬より、16 - 19番線が2008年12月中旬より使用されている。
- JR東海では、1995年に三島駅東海道新幹線ホームで発生した、駆け込み乗車に起因する乗客転落死亡事故を受け、駆け込み乗車の原因となる発車ベルの鳴動時間の厳格化や発車メロディを原則使用しない方針を固めており、東海道新幹線を含めた駅でベルとブザー以外を発車合図として使用する事を認めていない。このため、東京駅以外では全ての駅において発車メロディの採用を禁止し、施設を供用している駅が存在するJR東海管内の他社局にも徹底させている。
- ただし、乗車促進用としては、315系・313系・キハ25形（全番台共通）に車外スピーカーから発する車外メロディを搭載し使用している。熱海駅 - 沼津駅間では、JR東日本から乗り入れるE233系の乗車促進メロディも使用している。

#### 西日本旅客鉄道（JR西日本）
金沢支社
- 北陸本線のCTCによる自動放送が導入されている駅で流れる。通常はCTCと連動して自動でメロディが流れるため、車掌や駅員がスイッチを扱うことはない。
- 金沢駅では琴のオリジナルメロディが使用されている。
- 福井駅では2017年3月13日から葉加瀬太郎作曲の「悠久の一乗谷」が使用されている。過去には日本唯一のハープの産地であることからハープのメロディが使用されていたが、CTC導入を機に他の自動放送導入駅と共通のメロディに統一されていた。
- 鯖江駅では2017年3月13日からマリンバのオリジナルメロディが使用されている。

北陸新幹線（長野駅 - 上越妙高駅間はJR東日本の管理）
長野駅では2015年1月31日から先行して使用を開始し、飯山駅 - 金沢駅間については同年3月14日の延伸開業時より使用を開始した。
| 駅名             | 使用曲           | 備考 |
| ---------------- | ---------------- | --- |
| 長野駅           | 信濃の国         | 長野県の県歌。 |
| 飯山駅           | 故郷             | 近隣の中野市出身の高野辰之が作詞。 |
| 上越妙高駅       | 夏は来ぬ         | 上越市出身の小山作之助が作曲。 |
| 糸魚川駅         | 春よ来い         | 糸魚川市出身の相馬御風が作詞。 |
| 黒部宇奈月温泉駅 | 煌〜水の都から〜 | 富山県出身の高原兄が作曲。 北日本放送のテレビ番組「黒部〜水と暮らす未来へ」のテーマソング。                                                         |
| 富山駅           | オリジナル曲     | 富山県出身の須藤晃が作曲。「富山のガラスと水」をイメージ。                                                                                          |
| 新高岡駅         | オリジナル曲     | 雅楽奏者・太田豊が作曲。高岡市の伝統工芸高岡銅器の「おりん」を使用。 高岡に古くから伝わる雅楽の打楽器と弦楽四重奏も組み合わせている。               |
| 金沢駅           | オリジナル曲     | 金沢市出身の中田ヤスタカが作曲。「金沢の山から海にかけての起伏ある自然条件」 「伝統と創造が調和するまち」「北陸新幹線のスピード感と快適性」を表現。 |

近畿統括本部
- 京都駅在来線各線のホームでは、1997年の新駅ビル完成時より西武鉄道などで使用されている曲を使用していたが、現在は使用されていない。
- 関西空港線関西空港駅では、関空快速と関空特急「はるか」で異なるメロディが使われている。関空快速の発車、接近メロディと同じものはかつて北陸地区でも使用していた。
- 阪和線の初代運行管理システムでは、発車放送の前に接近放送の冒頭に流れるメロディが流れていたが、2013年の運行管理システム更新により使用停止された。
- 大阪環状線では1999年のダイヤ改正時から2003年12月まで各駅共通の発車メロディが流れていたが、列車遅延の原因になるとして使用停止された。
その後、「大阪環状線改造プロジェクト」の一環としてそれぞれの駅にちなんだ発車メロディを導入することになり、2014年3月15日のダイヤ改正から森ノ宮駅・京橋駅・西九条駅で、5月1日から大阪駅で使用を開始し[44]、残りの駅でも2015年3月22日に使用を開始した[45]。

| 駅名         | 使用曲                                               | 使用開始日    | 備考                                                                                                |
| ------------ | ---------------------------------------------------- | ------------- | --------------------------------------------------------------------------------------------------- |
| 大阪駅       | 「やっぱ好きやねん」 やしきたかじん                  | 2014年5月1日  | 大阪を心から愛していたやしきたかじんの代表曲。                                                      |
| 福島駅       | 「夢想花」円広志                                     | 2015年3月22日 | 大阪環状線が環状運転することと、歌詞の「回って回って…」にちなむ。                                   |
| 野田駅       | 「一週間」（ロシア民謡）                             | 2015年3月22日 | 近くにある大阪市中央卸売市場と、歌詞の「日曜日に市場へ出かけ」にちなむ。                            |
| 西九条駅     | 「アメリカン・パトロール」                           | 2014年3月15日 | USJへの乗換駅であることにちなむ。                                                                   |
| 弁天町駅     | 「線路は続くよどこまでも」                           | 2015年3月22日 | かつて駅前に交通科学博物館があったことにちなむ。                                                    |
| 大正駅       | 「てぃんさぐぬ花」（沖縄民謡）                       | 2015年3月22日 | 沖縄県から移住してきた人々が多い、沖縄文化色の濃い街のイメージにちなむ。                            |
| 芦原橋駅     | 『祭』芦原橋太鼓集団「怒」                           | 2015年3月22日 | 太鼓が盛んな駅周辺にちなむ。                                                                        |
| 今宮駅       | 「大黒様」                                           | 2015年3月22日 | 近くにある大国主神社にちなむ。                                                                      |
| 新今宮駅     | 『交響曲第9番「新世界より」』 ドヴォルザーク作曲     | 2015年3月22日 | 近くにある新世界にちなむ。                                                                          |
| 天王寺駅     | 「あの鐘を鳴らすのはあなた」 和田アキ子              | 2015年3月22日 | 近くにある四天王寺の鐘にちなむ。 地元天王寺区出身で大阪を代表する歌手、和田アキ子の代表曲。         |
| 寺田町駅     | 「Life Goes On」韻シスト                             | 2015年3月22日 | 大阪を拠点に活動するヒップホップグループ、韻シストによる書き下ろし曲。 大阪環状線のイメージソング。 |
| 桃谷駅       | 「酒と泪と男と女」河島英五                           | 2015年3月22日 | 桃谷にゆかりのある河島英五の代表曲。                                                                |
| 鶴橋駅       | 「ヨーデル食べ放題」 桂雀三郎 withまんぷくブラザーズ | 2015年3月22日 | 駅周辺のイメージとして焼肉が定着していることにちなむ。                                              |
| 玉造駅       | 「メリーさんのひつじ」                               | 2015年3月22日 | 高架下の商業施設「ビエラ玉造」で、窓枠を音階に見立てて 同曲を表現していることにちなむ。             |
| 森ノ宮駅     | 「森のくまさん」                                     | 2014年3月15日 | 駅名の「森」と、駅全体が「森」をコンセプトに改良が進められていることにちなむ。                      |
| 大阪城公園駅 | 「法螺貝」（オリジナル曲）                           | 2015年3月22日 | 大坂の陣にちなむ。                                                                                  |
| 京橋駅       | 「大阪うまいもんの歌 （ゆかいな牧場）」              | 2014年3月15日 | 駅周辺の「うまい」「賑やかさ」といったイメージにちなむ。                                            |
| 桜ノ宮駅     | 「さくらんぼ」大塚愛                                 | 2015年3月22日 | 大川の桜や駅名の「桜」にちなむ。大阪出身の大塚愛の代表曲。                                          |
| 天満駅       | 「花火」aiko                                         | 2015年3月22日 | 大阪天満宮で夏に開かれる天神祭にちなむ。大阪出身のaikoの曲。                                        |

- おおさか東線大阪駅(うめきた新駅)　2023年3月18日開業から21・24番のりばで特急くろしお・はるか発車時に使用されている。

福知山管理部
- 豊岡駅ではコウノトリにちなんだメロディが一部の列車の発着時に流れている。到着時に「約束の空へ」（作曲：大西しんぎょう）が、発車時に「輝いてコウノトリ」（作曲：西田武生）が流れている。
- 城崎温泉駅では「ドリフのビバノン音頭（いい湯だな）」のサビの部分が2010年3月から2011年3月頃まで使用されている。到着時にも同じメロディが流れる。2017年3月22日から11月上旬までは「城崎温泉らしさあふれる音を使用したメロディ」に変更される[47]。また、「かにカニ日帰りエクスプレス」期間中はPUFFYの「渚にまつわるエトセトラ」が使用されている[48]。

山陽新幹線
- 2016年3月9日（博多駅は3月10日）から新神戸駅・岡山駅・広島駅・小倉駅・博多駅（JR東海管轄の新大阪駅を除く全ての全列車停車駅）で「銀河鉄道999」の使用が開始された[49]。2021年12月現在では姫路駅・相生駅・福山駅・新山口駅でも使用されている。現在下り（博多方面）はAメロの部分、上り（新大阪方面）はサビの部分が使用されている。（博多駅のみ、11・12番のりばはサビの部分、13・14番のりばはBメロの部分、15・16番のりばはAメロの部分が使用されている。）

#### 九州旅客鉄道（JR九州）
- 九州新幹線の新鳥栖駅 - 鹿児島中央駅間各駅で向谷実作曲の発車メロディが使用されている。新鳥栖駅 - 新玉名駅・新八代駅 - 川内駅間ではオリジナルのメロディ（新鳥栖駅では高速verが使用されている）（後に、車内到着メロディとともに「The Journey」として編曲される）が、熊本駅では熊本県の民謡「おてもやん」、鹿児島中央駅では鹿児島県の民謡「おはら節」をアレンジした曲がそれぞれ使用されている。なお、九州新幹線が全線開業するまでは、新八代駅 - 鹿児島中央駅間で向谷作曲の別のオリジナルメロディ（後に「風は南から」として編曲される）が使われていた。博多駅では山陽新幹線と同じ「銀河鉄道999」が使用されている。
- 2012年3月からは博多駅の在来線ホームで、2015年5月1日から小倉駅（在来線）・大分駅・宮崎駅で、同年7月から由布院駅・宮崎空港駅で向谷作曲の発車メロディが使用されている。博多・小倉（Junction）・大分（天空へ）・由布院（Elegant Trip）・宮崎空港駅（ブーケンビリア）ではそれぞれ曲の異なるオリジナルのメロディが、宮崎駅ではデューク・エイセスの楽曲「フェニックス・ハネムーン」をアレンジした曲（サビの最終部）が使用されている[50]。（接近メロディーの項も参照。）

| 駅名                                    | 使用曲                                         | 使用開始日    | 備考                                                                                  |
| --------------------------------------- | ---------------------------------------------- | ------------- | ------------------------------------------------------------------------------------- |
| 九州新幹線各駅 （熊本・鹿児島中央除く） | 「The Journey」向谷実                          | 2011年3月12日 | 車内到着メロディーと同タイトル。 先行開業区間は前日まで、向谷実「風は南から」を使用。 |
| 熊本駅（新幹線ホーム）                  | 民謡「おてもやん」向谷実編曲                   | 2011年3月12日 |                                                                                       |
| 鹿児島中央駅（新幹線ホーム）            | 民謡「おはら節」向谷実編曲                     | 2011年3月12日 | 前日まで、向谷実「風は南から」を使用。                                                |
| 博多駅（JR九州在来線ホーム）            | タイトル不詳 向谷実作曲                        | 2012年3月17日 | 接近メロディーと同一タイトル。                                                        |
| 小倉駅（在来線ホーム）                  | 「Junction」向谷実                             | 2015年5月1日  | 接近メロディーと同一タイトル。                                                        |
| 大分駅                                  | 「天空へ」向谷実                               | 2015年5月1日  | 接近メロディーと同一タイトル。                                                        |
| 宮崎駅                                  | 「フェニックス・ハネムーン」デューク・エイセス | 2015年5月1日  | 向谷実編曲。 接近メロディーと同一タイトル。                                           |
| 由布院駅                                | 「Elegant Trip」向谷実                         | 2015年7月     | 接近メロディーと同一タイトル。                                                        |
| 宮崎空港駅                              | 「ブーケンビリア」向谷実                       | 2015年8月6日  | 接近メロディーと同一タイトル。 ブーケンビリアは、宮崎空港の愛称にも使われている。     |
| 阿蘇駅                                  | 「阿蘇の恋唄」                                 | 2015年3月27日 |                                                                                       |
| 江北駅                                  | 「宝探し」                                     | 2022年8月10日 | インスト曲。江北町イメージソングを「くるり」に制作依頼。同曲を駅メロ化。              |
| 豊後竹田駅                              | 「花」滝廉太郎                                 | 2024年3月28日 | 2013年8月4日～2024年3月27日まで船村徹「サンチャゴの鐘」を使用。                       |

### 私鉄・公営交通・第三セクター

#### 仙台空港鉄道
仙台空港駅でアニメ「Wake Up, Girls!」のエンディング曲「言の葉青葉」が使用されている。それ以前はJR東日本でも使用されている櫻井音楽工房製の「twilight」が使用されていた。また、車両にも車外メロディ(Water Crown)が搭載されている。

#### 宇都宮ライトレール
始発停留場出発時に、HU300形車両の車外スピーカーより鳴動する。メロディはすべてスイッチの制作で、作曲は福嶋尚哉が手掛けた。2023年（令和5年）8月26日の宇都宮芳賀ライトレール線開業時より使用している。
| 駅名                                                       | 使用曲     |
| ---------------------------------------------------------- | ---------- |
| 宇都宮駅東口停留場、平石停留場、グリーンスタジアム前停留場 | 「美雷と」 |
| 芳賀・高根沢工業団地停留場                                 | 「黄柳」   |

#### 東武鉄道
1991年に東武宇都宮駅に初めて導入された。2000年代までは一部の始発駅のみで使用していたが、2005年頃より中間駅でも標準メロディの使用を開始し、本線（館林駅・南栗橋駅以南）・野田線（全駅）・東上線（小川町駅以南）に導入を進めている。メロディの操作は一部駅を除き、本線は車掌が持つリモコンで、野田線・東上線はホーム上に設置されているボタンで車掌が操作する。発車メロディ用のスピーカーは、一部の駅を除いて駅員放送用のスピーカーと別に設置されている。
2014年以前は「発車案内メロディ」と称していたが、2015年以降は「発車メロディ」と称している。
- 標準メロディ
2020年に音色が変更され、現在、主に上り本線で使用されているもの・主に下り本線で使用されているもの・主に上り副本線で使用されているもの・主に下り副本線で使用されているものの4種類が導入されている。それ以前には主に東上線上りで使用されていたもの・主に野田線で使用されていたものの2種類も存在し計6種類が導入されていた。
- Passenger[55]
東武鉄道が初めて導入した発車メロディであり、1991年に宇都宮線の東武宇都宮駅で使用開始されたのを皮切りに順次導入された。2023年11月現在は伊勢崎線（東武スカイツリーライン）浅草駅（3・4番線）、北千住駅（特急ホーム）、亀戸線曳舟駅（5番線）、大師線西新井駅（1・2番線）・大師前駅で使用されている[53]。浅草駅と北千住駅はテンポが遅く途中でフェードアウトするバージョンを、それ以外は標準バージョンを使用している。かつては東上線池袋駅（導入当初は全ホームでエンドレスバージョン、後に1・2番線で標準バージョンへ変更）でも使用されていた。
- Stream（Crystal Clear Riverもしくは夜のストレンジャー）[56][57]
日光線東武日光駅、野田線（東武アーバンパークライン）大宮駅（1番線）で使用されている。東武日光駅は標準バージョンを、大宮駅は途中でフェードアウトするバージョンが使用されている。以前は鬼怒川線鬼怒川温泉駅でも標準バージョンが、浅草駅・新宿駅方面への特急に限り使用されていた。
- Memoria（City）[55]
現在不使用。かつて野田線（東武アーバンパークライン）船橋駅で途中でフェードアウトするバージョンが、東上線池袋駅（3・4番線）で標準バージョンがそれぞれ使用されていた。
- 時ジロウ20（きれいな小川）[55]
現在不使用。かつて東上線池袋駅（5番線）でTJライナー発車時に限り使用されていた。
- Chathedral[58]（Ocean）
野田線（東武アーバンパークライン）大宮駅（2番線）、柏駅（3・4番線）の両駅で途中でフェードアウトするバージョンが、流山おおたかの森駅（1番線）で後半部を演奏するバージョンが使用されている。以前は流山おおたかの森駅と同じバージョンが新鎌ヶ谷駅（2番線）および春日部駅（8番線）でも使用されていた。
- Spring Rain[58]
野田線（東武アーバンパークライン）流山おおたかの森駅（2番線）で使用されている。以前は新鎌ヶ谷駅（1番線）と春日部駅（7番線）でも使用されていた。
- Guten Morgen[58]（A-Birth）
野田線（東武アーバンパークライン）柏駅（1・2番線）で使用されている。
- ファイターズ讃歌（北海道日本ハムファイターズオフィシャルソング）
2009年2月26日から野田線（東武アーバンパークライン）鎌ヶ谷駅と新鎌ヶ谷駅に導入された。鎌ケ谷市には北海道日本ハムファイターズの2軍施設である日本ハムファイターズタウン鎌ケ谷が所在することによる[59]。
- 東武動物公園の歌（東武動物公園テーマソング）
2013年8月1日から東武動物公園の最寄駅である伊勢崎線（東武スカイツリーライン）・日光線東武動物公園駅に導入された。2・4番線（日光線）は金管楽器調、3・5番線（伊勢崎線）はストリングス調のアレンジが使用されている[60]。
- 東武ワールドスクウェア（東武ワールドスクウェアイメージソング）
2014年3月16日から鬼怒川線鬼怒川温泉駅に導入された[61]。また、短縮版が東武ワールドスクウェアの最寄駅として2017年7月22日に開業した東武ワールドスクウェア駅でも特急等の一部列車の発車時に限り使用されている。
- 阿波踊り
2015年から毎年8月限定で伊勢崎線（東武スカイツリーライン）新越谷駅に導入された[62]。JR南越谷駅同様、毎年8月下旬に南越谷阿波踊りが開催されることによる。 
1・2番線 - ぞめき
3・4番線 - 吉野川
- クラシック音楽
2015年6月14日から東上線池袋駅に導入された[55]。東京芸術劇場の最寄駅にちなむ。 
1・2番線 - ディヴェルティメント K.136より第1楽章「アレグロ」
3・4番線 - アイネ・クライネ・ナハトムジークより第3楽章「メヌエット」
5番線 - 交響曲第6番『田園』より第1楽章「アレグロ・マ・ノン・トロッポ」（TJライナー発車時に限り使用）
- ソラカラちゃん関連楽曲
2016年5月22日から伊勢崎線（東武スカイツリーライン）とうきょうスカイツリー駅に導入された[63]。東京スカイツリータウンが開業4周年を迎えたことによる。
1番線 - ダンスプログラム楽曲「ソラカラちゃんダンス！」
2番線 - ソラカラちゃんの「テーマソング」
- オープニングカリヨン（東武百貨店開店メロディー）
2016年10月1日から野田線（東武アーバンパークライン）船橋駅に導入された。同駅の駅ビルとなる東武百貨店船橋店の開店40周年を迎えたことによる。
- カリフォルニア・シャワー
2019年6月15日から宇都宮線東武宇都宮駅に導入された。この曲を作曲・演奏したサックス奏者・渡辺貞夫の出身地であり、「ジャズの街」として街おこしに取り組む宇都宮市の施策にちなむ。
- 大東文化大学校歌
大東文化大学と東武鉄道の共同施策として、2023年9月1日から同校のキャンパスの最寄駅となる東上線東武練馬駅と高坂駅に2024年8月31日まで期間限定で発車メロディを変更。大東文化大学の創立100周年を迎えたことによる。
- KEYTALKの楽曲
ロックバンド・KEYTALKとのコラボレーション施策『夏フェスティバル♪KEYTOBU』の一環として、2017年7月20日から9月10日までの期間限定で発車メロディを変更[64]。
柳瀬川駅
1番線 - YGB
2番線 - blue moon light
上福岡駅
1番線 - Summer Venus
2番線 - 桜花爛漫
川越駅
1番線 - MONSTER DANCE
2番線 - MATSURI BAYASHI
鶴ヶ島駅
1番線 - MABOROSHI SUMMER
2番線 - BEAM
森林公園駅
2番線 - wasted
3番線 - トラベリング
- オラはにんきもの（テレビアニメ『クレヨンしんちゃん』3代目オープニングテーマ）
同作品の舞台である春日部市と東武鉄道の共同施策として、2018年10月1日より伊勢崎線（東武スカイツリーライン）・野田線（東武アーバンパークライン）春日部駅に導入された[65]。
- スペーシア X車内チャイム
2023年11月17日より伊勢崎線（東武スカイツリーライン）浅草駅（5番線）に導入された。作曲は樽栄嘉哉。チャイムより約10秒長く流れる。
- 川越のイメージソング
2019年3月16日に川越特急の運行開始を記念して東上線川越駅と川越市駅に導入された。作曲は菅野祐悟。川越駅は「歴史と彩り」、川越市駅は「ふるさと」をコンセプトに制作した。
川越駅
1番線：人の優しさ・期待感
2番線：旅の楽しみ・小江戸感
川越市駅
1・2番線：ふるさとへの思い（おかえり）
3・4番線：出かける人を応援
- ももいろクローバーZの楽曲
2017年に開催されたももいろクローバーZのライブイベント『ももクロ春の一大事2017 in 富士見市 〜笑顔のチカラ つなげるオモイ〜』の開催5周年および富士見市の市制施行50周年を記念し、 2022年4月8日より2023年3月31日までの期間限定で富士見市内の3駅の発車メロディを変更。
みずほ台駅
1・2番線 - 走れ！ -ZZ ver.-
鶴瀬駅
1・2番線 - 行くぜっ！怪盗少女 -ZZ ver.-
ふじみ野駅
1番線：走れ！ -ZZ ver.-
2番線：ニッポン笑顔百景 -ZZ ver.-
3番線：笑一笑 〜シャオイーシャオ！〜
4番線：行くぜっ！怪盗少女 -ZZ ver.-
- The Day（野田市公式応援ソング）
2024年2月11日から野田線（東武アーバンパークライン）野田市駅に導入された。作曲は幼少期を当市で過ごしたナオト・インティライミ。
- 柏レイソルのチャント（応援歌）
柏市の市制施行70周年を記念して、2024年2月24日から野田線（東武アーバンパークライン）柏駅に2025年2月23日まで期間限定で導入された。これに伴い、同駅では「Guten Morgen」及び「Chathedral」の使用を一時中止している。
1番線：突き進め柏
2番線：アンゴラ
3番線：チュニジア
4番線：ジョージイタリアーノ
- 東松山市にゆかりがある楽曲
東松山市の市制施行70周年を記念し、2024年7月1日より期間限定で市内の2駅の発車メロディを変更。まずは東松山駅に導入され、高坂駅も同年9月2日より「大東文化大学校歌」から変更している。東松山駅は2025年1月6日、高坂駅は2025年2月28日まで使用する（予定）。
1番線 - ぼたん音頭
2番線 - 東松山市歌
- 立教大学および立教大学附属校の楽曲
立教大学を運営する立教学院の創立150周年を記念し、2024年10月17日より期間限定でキャンパス等の最寄となる2駅の発車メロディを変更。
池袋駅
1・2番線 - 立教大学校歌
3・4番線 - 立教池袋中学校校歌
5番線 - 立教生が歩む道（立教小学校準校歌）
志木駅
1・2番線 - 立教新座中学・高校校歌
3番線 - 立教大学第二応援歌
4番線 - 立教大学校歌
- Step By Step（東武鉄道企業イメージCMソング）
伊勢崎線の開業125周年およびスペーシアXが運行開始からの累計乗車人数が100万人を達成した事を記念して、2025年2月20日より期間限定で開業時の始発駅である北千住駅の下り特急専用ホームの発車メロディを変更。これに伴い、同ホームでは「Passenger」の使用を一時中止している。また、使用開始当日のセレモニーには この曲を制作した「Da-iCE」の花村想太のバンドプロジェクト・「Natural Lag」が出席している。

#### 西武鉄道
1994年から1998年ごろは主に始発列車の設定のある駅のみで50種類程用意されていたが、その当時の発車メロディが残るのは多摩湖線国分寺駅、萩山駅1番ホーム、多摩湖駅、是政駅のみとなっている。多摩川線武蔵境駅はかつて旧メロディを使っていたが、その後オリジナルのものになっている。他の駅は路線毎に統一されて6種類のみとなり、車掌の手笛を廃止の上従来使用していなかった各駅にも導入している。なお、一部駅を除き車掌が持つワイヤレスマイクに備えられたボタンを操作することでメロディが流れる仕組みになっているため、ワンマン運転列車の設定されている線区では新しいメロディは使用されていない。
| 路線名   | 駅名         | 使用ホーム               | 使用曲                                              | 使用開始年月日 及び使用期間  | 備考 |
| -------- | ------------ | ------------------------ | --------------------------------------------------- | ---------------------------- | --- |
| 新宿線   | 上井草駅     | 全ホーム共通             | 翔べ! ガンダム （アニメ『機動戦士ガンダム』主題歌） | 2008年3月23日                | ガンダムシリーズを製作しているアニメ制作会社・サンライズの最寄り駅（採用当時）。 下りホームと上りホームで編曲が異なっている。 |
| 新宿線   | 本川越駅     | 2番ホーム （特急ホーム） | 愛の季節 （連続テレビ小説『つばさ』主題歌）         | 2009年7月4日                 | 川越市が同作品の舞台となった。 |
| 新宿線   | 狭山市駅     | 全ホーム共通             | たなばたさま                                        | 2010年3月26日                | 狭山市で毎年、関東三大の七夕まつりが開かれる。 下りホームと上りホームで編曲が異なっている。 |
| 新宿線   | 高田馬場駅   | 全ホーム共通             | マルコメ味噌 CMソング                               | 2012年10月1日                | マルコメ東京支店の最寄り駅。 下りホームと上りホームで編曲が異なっている。 |
| 新宿線   | 新狭山駅     | 上りホーム               | コアラのマーチ CMソング                             | 2014年10月1日～2019年3月31日 | ロッテ狭山工場の最寄り駅。 |
| 新宿線   | 新狭山駅     | 下りホーム               | Fit's CMソング（狼少年ケンのテーマ）                | 2014年10月1日～2018年9月30日 | ロッテ狭山工場の最寄り駅。 |
| 新宿線   | 新狭山駅     | 下りホーム               | ガーナチョコレート CMソング                         | 2018年10月1日～2019年3月31日 | ロッテ狭山工場の最寄り駅。 |
| 新宿線   | 東村山駅     | 4 - 6番ホーム            | 東村山音頭                                          | 2014年12月1日～2016年3月25日 | 東村山市の市制施行50周年を記念して使用されていた。 |
| 新宿線   | 所沢駅       | 1・2番ホーム             | さんぽ                                              | 2020年11月3日                | 所沢市が舞台とされているアニメーション映画「となりのトトロ」の関連楽曲。 同市の市制施行70周年を記念して使用開始した。 |
| 池袋線   | 所沢駅       | 3・4・5番ホーム          | となりのトトロ                                      | 2020年11月3日                | 所沢市が舞台とされているアニメーション映画「となりのトトロ」の関連楽曲。 同市の市制施行70周年を記念して使用開始した。 |
| 池袋線   | 大泉学園駅   | 全ホーム共通             | 銀河鉄道999 （ゴダイゴ、映画版主題歌）              | 2009年3月8日                 | 同駅で同日開催の「ねりたんアニメプロジェクトin 大泉2009」に合わせて使用。 下りホームと上りホームで編曲が異なっている。 同駅がある練馬区が日本アニメ発祥の地であり、 現在でも90社以上のアニメ製作関連会社がある「アニメのまち」であることによる。 |
| 池袋線   | 椎名町駅     | 全ホーム共通             | おれは怪物くんだ （アニメ『怪物くん』主題歌）       | 2013年3月16日                | 作者である藤子不二雄Ⓐがかつて住んでいたトキワ荘の最寄り駅。 下りホームと上りホームで編曲が異なっている。 |
| 池袋線   | 練馬高野台駅 | 下りホーム               | きれいな川 （編曲、向谷実）                         | 2015年1月31日                | 2014年夏に「西武グループ こども応援プロジェクト」で子供の夢を募集したところ、 2人の小学生から「自分の作った発車メロディを駅で流したい」という応募があり実現。                                                                                    |
| 池袋線   | 練馬高野台駅 | 上りホーム               | たのしい場所 （編曲、向谷実）                       | 2015年1月31日                | 2014年夏に「西武グループ こども応援プロジェクト」で子供の夢を募集したところ、 2人の小学生から「自分の作った発車メロディを駅で流したい」という応募があり実現。                                                                                    |
| 池袋線   | 入間市駅     | 全ホーム共通             | 茶摘み                                              | 2016年4月16日                | 入間市が狭山茶の主産地であることによる。 下りホームと上りホームで編曲が異なっている。 当初は2017年7月31日までの予定であったが、好評のためその後も延長されている。                                                                                |
| 池袋線   | 清瀬駅       | 下りホーム               | セカンド・ラブ                                      | 2024年6月11日                | 清瀬駅開業100周年を記念し、西武鉄道と清瀬市の共同記念事業として、 同市出身の中森明菜（歌手）の楽曲を採用。 |
| 池袋線   | 清瀬駅       | 上りホーム               | DESIRE -情熱-                                       | 2024年6月11日                | 清瀬駅開業100周年を記念し、西武鉄道と清瀬市の共同記念事業として、 同市出身の中森明菜（歌手）の楽曲を採用。 |
| 狭山線   | 西所沢駅     | 1・2番ホーム             | 吠えろライオンズ （埼玉西武ライオンズ応援歌）       | 2009年4月7日                 | ベルーナドームのアクセス路線であることから。2022年7月22日より西所沢駅2番ホームは曲調をリニューアル、西武球場前駅は「吠えろライオンズ」から楽曲を変更。                                                                                           |
| 狭山線   | 下山口駅     | 全ホーム共通             | 若き獅子たち〜ウィー・アー・ザ・ライオンズ（同上）  | 2022年7月22日                | ベルーナドームのアクセス路線であることから。2022年7月22日より西所沢駅2番ホームは曲調をリニューアル、西武球場前駅は「吠えろライオンズ」から楽曲を変更。                                                                                           |
| 狭山線   | 西武球場前駅 | 1 - 6番ホーム            | 地平を駈ける獅子を見た（同球団歌）                  | 2022年7月22日                | ベルーナドームのアクセス路線であることから。2022年7月22日より西所沢駅2番ホームは曲調をリニューアル、西武球場前駅は「吠えろライオンズ」から楽曲を変更。                                                                                           |
| 秩父線   | 西武秩父駅   | 全ホーム共通             | 旅立ちの日に（合唱曲）                              | 2016年11月27日               | 秩父市立影森中学校の教員によって作られた曲であることによる。 特急列車専用ホームと普通列車専用ホームで編曲が異なっている。 |
| 国分寺線 | 東村山駅     | 1・2番ホーム             | 東村山音頭                                          | 2020年7月14日                | 同年3月29日に死去し、6月25日に東村山市名誉市民に選定された志村けんの功績に対する感謝の気持ちを込めて復活。 |

#### 東京地下鉄（東京メトロ）
多くの路線では発足以来、帝都高速度交通営団時代に採用された「営団ブザー」と通称されるブザーを使用してきた。その後、1991年に開業した南北線で、初めて発車メロディが導入された。また、2008年に開業した副都心線では、駅ごと、ホームごとに異なる発車メロディを導入し、現在他の路線でも発車メロディが導入された。東京メトロではこれを「発車サイン音」と称している。日比谷線でホームドア設置前に使用されていたものを除き、曲の長さはすべて7秒に統一されている。
- 南北線
1991年11月29日の第1期区間開業時より東急目黒線・都営三田線・埼玉高速鉄道線と共通の、沿線の川や滝などの流水をイメージしたメロディ」を導入した。当初は入線時にもサイン音が流れ（2000年9月26日の全線開業時に廃止）、またA線・B線で統一したメロディを使用していた。都営三田線と同一ホームの白金高輪駅のみ組み合わせが逆であった。
南北線を走行するすべての車両にもこのメロディが車載メロディとして搭載されていたが、2023年の東急新横浜線への直通運転開始に伴い、向谷実が作曲した楽曲に置き換えられている。
2015年3月10日から13日にかけて、各駅ごとに異なるメロディに変更された（東急が管理している目黒駅を除く）。なお、後楽園駅では東京ドームにちなんで「Take Me Out to the Ball Game」を採用した[75][76]。
- 丸ノ内線
2008年6月より使用開始。当初は列車に搭載の車載メロディを使用し、A線・B線で統一していた。ただし、後楽園駅と茗荷谷駅のみ駅備え付けのブザーを使用していた。その後ワンマン化に伴い後楽園駅は駅メロディの試験使用を経て乗降促進メロディ使用に変更され、茗荷谷駅は駅メロディの試験使用、乗降促進メロディ使用停止期間を経て、早朝深夜の時間帯を除く終日ブザーの使用に変更された。また、新宿駅や池袋駅では平日朝ラッシュ時のみ駅員の操作する駅ブザーを使用する。
2012年2月1日から、平日ラッシュ時間帯および茗荷谷駅・方南町支線を除く全駅で駅ごとに異なるメロディを使用開始した（ただし、四ツ谷駅・池袋駅は放送装置の改修が間に合わず、3月頃からの使用開始となった）[77]。
方南町駅6両編成対応に伴う2019年7月5日のダイヤ改正より、方南町支線にも発車サイン音が導入された（ただし使用するのは6両編成のみ）[78]。
車載メロディの曲名はA線が「街並みはるか」、B線が「舞フラワー」である。
- 有楽町線・副都心線
副都心線小竹向原駅 - 渋谷駅間は開業時より使用。有楽町線地下鉄成増駅 - 新木場駅間は2011年2月から2014年2月にかけてホームドア稼動開始に合わせて順次使用開始した（共有区間となる地下鉄成増駅 - 氷川台駅間は共通のメロディを使用）。和光市駅は2012年7月より駅メロディを使用開始したが、同年12月にベルに戻された。渋谷駅は東急東横線発車時とは別の曲が使われる（後述）。
両路線では共通の車載メロディが導入されており、曲名はA線は「未来電車」、B線は「Rapid」である。
- 銀座線
2012年10月30日より浅草駅と上野駅で、31日より銀座駅と溜池山王駅で発車メロディを使用開始した[79]。2015年6月16日から20日にかけて田原町駅 - 神田駅間に拡大し[80]、残りの駅でも2018年7月から同年11月にかけて使用を開始した[81]。
以下の駅では、駅や街にゆかりのある楽曲をアレンジしたものを導入している。それ以外の駅では、駅周辺のエリアコンセプトにちなんだオリジナルメロディを導入している。

| 駅名     | 曲名           | 導入年月日     |
| -------- | -------------- | -------------- |
| 浅草駅   | 花             | 2012年10月30日 |
| 上野駅   | さくら（独唱） | 2012年10月30日 |
| 神田駅   | お祭りマンボ   | 2015年6月20日  |
| 三越前駅 | お江戸日本橋   | 2018年8月30日  |
| 日本橋駅 | お江戸日本橋   | 2018年8月30日  |
| 銀座駅   | 銀座カンカン娘 | 2012年10月31日 |

また、2019年3月26日より車載メロディも導入されており、曲名はA線が「水の都」、B線が「小鳥のワルツ」である。
- 東西線
2015年5月から6月にかけて順次、向谷実の作曲・編曲による発車メロディを使用開始した（JRが管理している中野駅を除く）。メロディは各駅で異なるが、進行方向に聴きつなぐと1曲になる。なお、九段下駅では日本武道館までの坂道が歌詞に織り込まれた「大きな玉ねぎの下で 〜はるかなる想い」（爆風スランプ）、日本橋駅では民謡「お江戸日本橋」が採用された[80][82]。
また、2018年11月26日より車載メロディも導入されており、曲名はA線が「スカイブルー」、B線が「アゲハ蝶のワルツ」である[83]。
- 千代田線
2015年6月から9月まで発車メロディに関するリクエストを募集した結果、乃木坂駅で「君の名は希望」（乃木坂46）が採用されることになり[84]、2016年3月26日から使用開始した[85]。当時同グループのメンバーだった生田絵梨花がピアノ演奏した音源が使用されている[86]。
残りの駅についても、2018年10月6日から27日にかけて順次使用を開始した（代々木上原駅・北千住駅を除く）[87]。
また、車載メロディも導入されており、曲名はA線が「すべてここから始まった」B線が「色鉛筆」北綾瀬支線は、綾瀬方面が「Go Forward」北綾瀬方面が「かぎろい」である。
- 日比谷線
2015年6月から9月まで発車メロディに関するリクエストを募集した結果、秋葉原駅で「恋するフォーチュンクッキー」（AKB48）、銀座駅で「銀座の恋の物語」（石原裕次郎・牧村旬子）がそれぞれ採用されることになり[84]、秋葉原駅は2016年3月31日から、銀座駅は同年4月8日から使用開始した[85]。
残りの駅についても、2020年2月7日に中目黒駅・北千住駅を除く全駅で使用を開始した[88]。
また、同年6月6日に開業した虎ノ門ヒルズ駅では、開業時より使用が開始された。
また、車載メロディも導入されており、曲名はA線が「メトロの休日」、B線が「七色の翼」である[89]。
- 半蔵門線
2018年9月8日に青山一丁目駅に先行導入され、同月13日より全駅で使用開始した（東急が管理している渋谷駅を除く）[74]。なお、三越前駅では民謡「お江戸日本橋」、半蔵門駅では国立劇場の最寄り駅であることから、押上方面は人形浄瑠璃文楽から「寿式三番叟」、渋谷方面は歌舞伎の黒御簾音楽から「てんつつ」が採用され、日本芸術文化振興会の監修により和楽器音源とシンセサイザー音をミックスしてメロディが制作されている。
また、2019年8月24日より車載メロディも導入されており、曲名はA線が「新しい仲間」、B線が「晴れ晴れと」である[90]。

#### 東京都交通局（都営地下鉄三田線）・東急電鉄（目黒線）・埼玉高速鉄道
都営地下鉄三田線・東急目黒線・埼玉高速鉄道線は、東京メトロ南北線とシステムを統一するため、南北線開業時に用意された発車サイン音と同様の曲を使用していた（東急目黒線では車両外部のスピーカーから鳴らす）。都営三田線はワンマン運転開始直前の2000年8月から使用を開始していたが、東京メトロ管轄の白金台駅・白金高輪駅については南北線発車メロディの更新時に使用をやめ、東急電鉄管轄の目黒駅を除く他の駅でも、2023年2月から3月にかけて順次発車サイン音を都営地下鉄の他路線と同一の曲に更新された。
また目黒線では2022年9月より順次発車サイン音を更新し、2023年3月中に目黒線直通の全ての電車で更新を行った。これに伴い埼玉高速鉄道線でも順次発車サイン音の更新を行った。
浦和美園駅では2007年11月から埼玉スタジアム2002で浦和レッズの試合が開催される日に限り、浦和レッズの応援歌である「Keep On Rising」が発車メロディとして使用されている。

#### 東京都交通局（都営地下鉄）
都営地下鉄大江戸線では、接近放送が更新された2014年頃からそれまでの発車ベル・発車放送に代わり各駅共通の発車メロディが導入された。その後浅草線では2019年3月9日の始発より京急本線用ホームである泉岳寺駅1番線と京成電鉄管轄の押上駅を除く全駅で、新宿線でも2018年よりホームドアが稼働を開始した駅から順次使用を開始している。なお、新宿線のみホームの自動放送とは連動しておらずホームドア側のスピーカーから鳴らすため、従来の発車ベルおよび発車放送も継続して使用されている。また、新宿駅は本来京王電鉄の管轄だが、浅草線とは異なり都営の発車メロディも使用されている。三田線でも2023年2月4日より新高島平駅から、東急電鉄管轄の目黒駅、東京メトロ管轄の白金台駅・白金高輪駅を除く全駅で順次使用を開始している。
曲は浅草線西馬込方面・新宿線新宿方面・大江戸線都庁前方面・三田線目黒方面がヨハン・ブルグミュラーの「素直な心」、浅草線押上方面・新宿線本八幡方面・大江戸線光が丘方面・三田線西高島平方面がロベルト・シューマンの「メロディ」である。

#### 東急電鉄（東横線・大井町線・田園都市線）・横浜高速鉄道
東横線・みなとみらい線・田園都市線・大井町線の場合、基本は車掌のリモコン操作による発車ベルを流している。大井町線では、複々線化後、溝の口 - 二子玉川間で田園都市線との区別をつけるためにオリジナルの大井町線専用ベルを流している。ワンマン運転を行う路線については、目黒線では車両外部のスピーカーから発車メロディを鳴らし、池上線・東急多摩川線では車外ブザーを鳴らすのが基本である。東急新横浜線開業に伴いワンマン運転を開始する東横線・みなとみらい線でも、3月6日より渋谷駅・元町・中華街駅を除いて順次車外ブザーに変更する予定である。
みなとみらい線は横浜駅を除いて上下線で異なる発車メロディを流している。
2015年以前は「発車ベルメロディ」と称していたが、2016年以降は「発車メロディ」と称している。
東横線・みなとみらい線
| 駅名           | 使用ホーム   | 使用曲                                               | 使用開始年月日 及び使用期間  | 備考 |
| -------------- | ------------ | ---------------------------------------------------- | ---------------------------- | --- |
| 渋谷駅         | 旧高架ホーム | Final Approach （作曲：向谷実）                      | 2013年3月1日～3月15日        | 高架ホーム廃止直前の東横線渋谷駅で接近メロディとして使用。 |
| 渋谷駅         | 現地下ホーム | Departing from New Shibuya Terminal （作曲：向谷実） | 2013年3月16日                | 東横線渋谷駅地下化と同時に発車メロディとして使用。 |
| 渋谷駅         | 現地下ホーム | 『ドラゴンクエストシリーズ』 オープニング曲「序曲」  | 2016年7月6日～9月12日        | 渋谷ヒカリエでのイベント「ドラゴンクエストミュージアム」の開催を記念し、作曲者のすぎやまこういち監修の元、東横線渋谷駅で発車メロディとして使用した。 |
| 渋谷駅         | 現地下ホーム | 『Hero』 (安室奈美恵)                                | 2018年8月17日～9月16日       | 渋谷ヒカリエでのイベント「namie amuro Final Space」の開催と安室奈美恵の引退を記念し、東横線渋谷駅で発車メロディとして使用していた。 |
| 渋谷駅         | 現地下ホーム | 『ジングルベル』                                     | 2018年11月15日～12月25日     | 渋谷ヒカリエ11階東急シアターオーブでのイベント「ブロードウェイ クリスマス・ワンダーランド2018」の開催を記念し東横線渋谷駅で発車メロディとして使用している。 |
| 新丸子駅       | 上下線共通   | FRONTALE RABBIT （川崎フロンターレ応援歌）           | 2012年12月16日〜2023年3月5日 | 川崎フロンターレの本拠地、等々力陸上競技場の最寄駅。 元住吉駅は後から加わった。 これにより川崎市内の東横線の駅はすべて発車メロディとなった。 「轟け！青き魂」は公式応援歌、「FRONTALE RABBIT」は当時の川崎サポーターによる自作曲。いずれも片山耕一が編曲して使用している。 |
| 武蔵小杉駅     | 上下線共通   | 轟け！青き魂 （川崎フロンターレ応援歌）              | 2012年12月16日〜2023年3月5日 | 川崎フロンターレの本拠地、等々力陸上競技場の最寄駅。 元住吉駅は後から加わった。 これにより川崎市内の東横線の駅はすべて発車メロディとなった。 「轟け！青き魂」は公式応援歌、「FRONTALE RABBIT」は当時の川崎サポーターによる自作曲。いずれも片山耕一が編曲して使用している。 |
| 元住吉駅       | 上下線共通   | FRONTALE RABBIT （川崎フロンターレ応援歌）           | 2014年12月30日〜2023年3月5日 | 川崎フロンターレの本拠地、等々力陸上競技場の最寄駅。 元住吉駅は後から加わった。 これにより川崎市内の東横線の駅はすべて発車メロディとなった。 「轟け！青き魂」は公式応援歌、「FRONTALE RABBIT」は当時の川崎サポーターによる自作曲。いずれも片山耕一が編曲して使用している。 |
| 日吉駅         | 上下線共通   | 若き血 （慶應義塾大学応援歌）                        | 2017年10月1日～10月31日      | 東横線開業90周年と「若き血」90周年のコラボ企画として使用。 下りホームと上りホームで編曲が異なっていた。 |
| みなとみらい駅 | 1番線        | victory fanfare （勝利のファンファーレ）             | 2017年6月1日～7月7日         | イベント「ファイナルファンタジー30周年×横浜」の開催を記念して変更。 |
| みなとみらい駅 | 2番線        | Final Fantasy （FFBE版メインテーマ曲）               | 2017年6月1日～7月7日         | イベント「ファイナルファンタジー30周年×横浜」の開催を記念して変更。 |
| 日本大通り駅   | 上下線共通   | 勇者の遺伝子 （横浜DeNAベイスターズ応援歌）          | 2019年3月29日〜2023年3月5日  | 横浜DeNAベイスターズの専用球場、横浜スタジアムの最寄駅。 下りホームと上りホームで編曲が異なっている。 |

また、2016年～2017年の11月1日から12月25日まで、ウォルト・ディズニー・ジャパンとのプロモーションによるクリスマスイベントに合わせて発車メロディが以下の通りに変更されていた。
- 2016年11月1日～12月25日「TOKYU CHRISTMAS WONDERLAND 2016 -Disney CRYSTAL MAGIC-」[105]

| 路線名     | 駅名           | 使用ホーム                        | 使用曲                                   |
| ---------- | -------------- | --------------------------------- | ---------------------------------------- |
| 東横線     | 渋谷駅         | 3・4番線（下り 元町・中華街方面） | ミッキーマウス・マーチ                   |
| 東横線     | 自由が丘駅     | 3・4番線（下り 元町・中華街方面） | 星に願いを（ピノキオ）                   |
| 東横線     | 自由が丘駅     | 5・6番線（上り 渋谷方面）         | ハイ・ホー（白雪姫）                     |
| 東横線     | 武蔵小杉駅     | 1番線（下り 元町・中華街方面）    | フレンド・ライク・ミー（アラジン）       |
| 東横線     | 武蔵小杉駅     | 4番線（上り 渋谷方面）            | ホール・ニュー・ワールド（アラジン）     |
| 田園都市線 | 二子玉川駅     | 1番線（下り 中央林間方面）        | 夢はひそかに（シンデレラ）               |
| 田園都市線 | 二子玉川駅     | 4番線（上り 渋谷方面）            | ビビディ・バビディ・ブー（シンデレラ）   |
| 田園都市線 | たまプラーザ駅 | 1番線（下り 中央林間方面）        | モンスターズ・インク                     |
| 田園都市線 | たまプラーザ駅 | 2番線（上り 渋谷方面）            | 君はともだち（トイ・ストーリー）         |
| 大井町線   | 自由が丘駅     | 1番線（下り 溝の口方面）          | 帝国のマーチ（スター・ウォーズ）         |
| 大井町線   | 自由が丘駅     | 2番線（上り 大井町方面）          | メイン・タイトル（スター・ウォーズ）     |
| 大井町線   | 大井町駅       | 全ホーム共通（下り 溝の口方面）   | アンダー・ザ・シー（リトル・マーメイド） |

- 2017年11月1日～12月25日「TOKYU CHRISTMAS WONDERLAND 2017 - Disney DREAM MOMENTS」[106]

| 路線名     | 駅名       | 使用ホーム                        | 使用曲                                      |
| ---------- | ---------- | --------------------------------- | ------------------------------------------- |
| 東横線     | 渋谷駅     | 3・4番線（下り 元町・中華街方面） | メイン・タイトル（スター・ウォーズ）        |
| 東横線     | 自由が丘駅 | 3・4番線（下り 元町・中華街方面） | メイン・タイトル（スター・ウォーズ）        |
| 東横線     | 自由が丘駅 | 5・6番線（上り 渋谷方面）         | メイン・タイトル（スター・ウォーズ）        |
| 東横線     | 武蔵小杉駅 | 1番線（下り 元町・中華街方面）    | メイン・タイトル（スター・ウォーズ）        |
| 東横線     | 武蔵小杉駅 | 4番線（上り 渋谷方面）            | メイン・タイトル（スター・ウォーズ）        |
| 田園都市線 | 二子玉川駅 | 1番線（下り 中央林間方面）        | 雪だるまつくろう（アナと雪の女王）          |
| 田園都市線 | 二子玉川駅 | 4番線（上り 渋谷方面）            | Let It Go～ありのままで～（アナと雪の女王） |
| 田園都市線 | 青葉台駅   | 1番線（下り 中央林間方面）        | 君はともだち（トイ・ストーリー）            |
| 田園都市線 | 青葉台駅   | 2番線（上り 渋谷方面）            | エンジン（カーズ）                          |
| 大井町線   | 大井町駅   | 全ホーム共通（下り 溝の口方面）   | ハクナ・マタタ（ライオンキング）            |

#### 小田急電鉄・小田急箱根
小田急電鉄2000形の3次車以降、3000形・4000形、1000形のリニューアル車および小田急箱根2000形「サン・モリッツ号」・3000形・3100形「アレグラ号」には乗車促進メロディが搭載されている。2004年5月から車掌がPHSを操作して駅ホーム上のスピーカーからも流すようになった。ただし、鳴らさないことや放送の部分だけ流すことも多い。なお、2016年3月26日以降JR東日本E233系で運行される急行、通勤準急、準急および各駅停車ではE233系に搭載されている車外メロディを操作することがあり、伊勢原方面(下り)ではWater Crown、代々木上原駅、綾瀬駅、および常磐緩行線我孫子駅、取手駅方面(上り)ではGota del Vientが使用されている。
- 箱根八里
2000年3月8日から小田急箱根（導入当時は箱根登山鉄道）の主要駅（小田原駅・箱根湯本駅・強羅駅・早雲山駅の4駅）で使用。以下3種類のバージョンがあり、それぞれイメージ（アレンジ）が異なる。また箱根登山ケーブルカーや箱根登山バスの車内チャイムにも別アレンジが使用されている。
  - バージョン1
これから旅行が始まる気持ちを高揚させるイメージ。
    - バージョン1（前半部分2回繰り返し）
2015年3月頃から追加された。

  - バージョン2
旅先で「どこへ行こうかな」と考えながら夢を膨らませるイメージ。
  - バージョン3
旅が終わり家路に向かう旅客を優しく送り出す。「また来てください」という感謝の気持ちを込めた心温まるイメージ。

| 路線名                          | 駅名       | 上り （小田原・新宿方面）                          | 下り （早雲山方面）                                | 備考 |
| ------------------------------- | ---------- | -------------------------------------------------- | -------------------------------------------------- | --- |
| 鉄道線 （箱根登山電車）         | 小田原駅   | 7・9・10番ホーム ベル                              | 7・11番ホーム 箱根八里（バージョン1）              | 7番ホームの上りは一部列車、下りは特急ロマンスカーと一部の各駅停車のみ。 現在はシステムの都合上、通常時はフルコーラスで流れることはない。 2006年3月17日以前は12番ホーム（下り）でも使用。ホーム改良工事によって12番ホーム自体がなくなった。 2025年現在、7・9・10番ホームでベルが鳴らされることは、通常列車ではない。 |
| 鉄道線 （箱根登山電車）         | 箱根湯本駅 | 1・2・4番ホーム 箱根八里（バージョン3）            | 3・4番ホーム 箱根八里（バージョン2）               | 1番ホームは特急ロマンスカーのみ。 4番ホームの上りは回送列車、下りは臨時列車のみ。 3・4番ホームは2009年頃以前は4・5番ホーム。 2002年頃以前は旧3番ホーム（上り）でも使用。 |
| 鉄道線 （箱根登山電車）         | 強羅駅     | 1・2番ホーム 箱根八里（バージョン3）               | 箱根登山ケーブルカーホーム 箱根八里（バージョン2） | 上りは箱根登山電車。 |
| 鋼索線 （箱根登山ケーブルカー） | 強羅駅     | 1・2番ホーム 箱根八里（バージョン3）               | 箱根登山ケーブルカーホーム 箱根八里（バージョン2） | 下りは箱根登山ケーブルカー。 |
| 鋼索線 （箱根登山ケーブルカー） | 早雲山駅   | 箱根登山ケーブルカーホーム 箱根八里（バージョン2） |                                                    | |

#### 相模鉄道・東日本旅客鉄道
- キッズステーション
羽沢横浜国大駅1・2番線（JR埼京線）

#### 首都圏新都市鉄道つくばエクスプレス
全駅で使用されている。主に1番線用、2番線用があり、副本線がある駅では3番線用、4番線用が使われる。ただし、開業以前の試運転時は現在使用しているのとは異なるメロディを使用していた。

#### 東京臨海高速鉄道りんかい線
りんかい線では基本的にJR東日本で使用されているものと同じ東洋メディアリンクス製のメロディを使用している。
- 東京テレポート駅では2008年7月からフジテレビの全面協力により『踊る大捜査線』のテーマソングをアレンジしたものを使用している。なお、2012年12月7日から2013年2月1日までは映画『ONE PIECE FILM Z』のテーマソングを使用していた。
- 大井町駅では2021年6月まで劇団四季の専用劇場である四季劇場［夏］及びキャッツ・シアターの最寄り駅であったことから、同劇場でミュージカルが上演されている期間に限り、メロディが変更されていた。
  - 2011年6月21日から2013年1月28日まではミュージカル『美女と野獣』のテーマ曲が採用され、上り線（新木場方面）は「ビ アワ ゲスト（おもてなし）」、下り線（大崎方面）は「美女と野獣」が流れていた。[107]
  - 2013年10月25日から2017年4月9日まではミュージカル『リトル・マーメイド』のテーマ曲が採用され、上り線（新木場方面）は「アンダー・ザ・シー」、下り線（大崎方面）は「パート・オブ・ユア・ワールド」が流れていた。[108]
  - 2019年3月7日から2021年6月20日まではミュージカル『キャッツ』のテーマ曲が採用され、上り線（新木場方面）は「スキンブルシャンクス－鉄道猫」が、下り線（大崎方面）は「メモリー」が流れていた。[109] なお、今回は四季劇場［夏］で開催されている演目ではなく2018年に建設されたキャッツ・シアターの演目となっている。[110]
- 国際展示場駅では、2012年8月9日から9月30日までゼンリン「いつもNAVI」のCMソング[111]、2015年3月13日から6月22日まで「日清 spa王」のCMソングが使用されていた。その後2021年9月22日からは同年9月26日の有明四季劇場の開館を記念して、同劇場で上演されるライオン・キングのテーマ曲に変更され、下り線（大崎方面）は「ハクナ・マタタ」、上り線（新木場方面）は「サークル・オブ・ライフ」が流れている[112]。

#### 東京モノレール羽田空港線
2017年6月26日から2018年3月31日まで、大井競馬場前駅で東京シティ競馬テーマソング「Twinkle Twinkle 2017」が使用された。

#### 北総鉄道
2017年3月31日から新柴又駅と矢切駅で使用されている。アレンジ、作曲はスイッチの福嶋尚哉。
- 映画「男はつらいよ」テーマ曲（新柴又駅）
新柴又駅のメロディは当初はオリジナル曲（曲名は1番線がアリッサム、2番線がクレマチス）であったが、2017年8月26日より映画「男はつらいよ」のテーマ曲に変更された。
- 矢切の渡し（矢切駅）

#### 多摩都市モノレール
JR東日本の接近放送で使われているメロディが使用されていたが、2019年2月ごろよりオルゴール調のメロディに変更された。

#### 横浜市交通局（横浜市営地下鉄）
2007年11月にブルーラインに導入された。導入から1ヶ月程は曲の頭の部分が欠けていた。グリーンラインは開通当初から使用している。
2012年4月3日から2022年2月1日までは、ブルーライン関内駅で横浜DeNAベイスターズの球団歌「熱き星たちよ」が使用されていた。
2014年7月10日から、ブルーライン新横浜駅で横浜F・マリノスサポーターズソング「We are F・Marinos」が使用されている。

#### 横浜シーサイドライン
金沢シーサイドラインでは、2014年7月1日より開業25周年を記念して全駅の発車ベルと接近チャイムをメロディに変更した。童謡「うみ」、文部省唱歌「海」、「我は海の子」、横浜市金沢区出身である小田和正の「たしかなこと」、「言葉にできない」の5曲（2016年4月16日からはシーサイドラインのプロモーションソング「Seaside Line ～わたしのお気に入り～」が追加され、2019年4月13日よりプロモーションソング「進め、みらいへ」に変更）が採用され、駅・ホームごとに異なるメロディが使用されている。詳細は金沢シーサイドラインの記事を参照。

#### 関東鉄道
- オリジナルメロディ
竜ヶ崎線佐貫駅、竜ヶ崎駅で使用されている。また、過去には音色違いが取手駅で使用されていた。
- アマリリス
常総線取手駅、守谷駅（一部列車のみ）、水海道駅（下り列車のみ）、下妻駅、下館駅で使用されている。また、下妻駅と下館駅はメロディーの終わり方が若干異なる。
- アニーローリー
常総線水海道駅（一部上り列車のみ）で使用されている。

#### 上信電鉄
高崎駅で、改札口付近のスピーカーからはテレサ・テンの「美酒加珈琲」を、待合室付近のスピーカーからは「交響曲40番第1楽章」をそれぞれアレンジしたものが流れる。

#### 伊豆急行
2015年3月26日から河津駅で石川さゆりの「天城越え」が使用されている。

#### 富士急行
大月駅・富士山駅・河口湖駅で文部省唱歌「ふじの山」が使用されている。

#### 伊豆箱根鉄道
- 童謡「金太郎」[116]
  - 大雄山線・大雄山駅にて、2015年3月1日より使用。
- HAPPY PARTY TRAIN（テレビアニメ作品『ラブライブ!サンシャイン!!』より）[117]
  - 駿豆線・三島駅にて、2018年12月13日より使用。
  - 西武鉄道グループ各社が協賛している同作品の劇場版公開（2019年1月4日）を記念して、同作品の楽曲が、同駅発車予告メロディとして採用された。
  - 但し三島駅は前述の乗客転落死亡事故発生地であり、JR東海の駆け込み乗車対策の対象となる事から、JR東海の了承を得て、通勤通学時間帯を避け午前10時から午後3時までの間に発車する普通列車のみ使用される。

#### しなの鉄道
屋代駅・戸倉駅・上田駅・小諸駅・軽井沢駅でJR東日本と同じものが使用されている（東洋メディアリンクス、GK、カンノ製作所製）。

#### 上田電鉄
別所線上田駅にて、2010年7月30日より、当地を舞台としたアニメーション映画『サマーウォーズ』の主題歌である山下達郎の「僕らの夏の夢」が、発車メロディ及び接近メロディとして使用されている(この年、劇中の実際の日時にちなんで開催された「リアルサマーウォーズ」イベントの一環として導入された)。発車メロディはサビのフレーズ、接近メロディは歌い出しのフレーズがそれぞれ引用されている。

#### えちごトキめき鉄道・あいの風とやま鉄道
- 糸魚川駅：糸魚川市出身の詩人・相馬御風が作詞した童謡「春よ来い」、「ふるさと」、「夏の雲」、「カチューシャの唄」が使用されており（JR大糸線は発車ベルのみ）、時期によって4曲をローテーションで使用している。
- 高岡駅：高岡市の伝統工芸・高岡銅器の「おりん」を使ったメロディが使用されている。曲名は「越の高岡」。
- 富山駅：2017年3月13日からヴィヴァルディ作曲の「四季」（3月 - 5月は「春」、9月 - 11月は「秋」、12月 - 2月は「冬」）および「アルプスの牧場」（6 - 8月）が使用されている。

JR北陸本線時代には、富山県民謡の「こきりこ節」のアレンジバージョンが1989年10月から2000年2月まで使用されていたが、駅利用者からは「メロディーが暗い」と不評であったという。2000年2月に北陸本線にCTCが導入されたのを機に他の自動放送導入駅と共通のメロディに統一されていた。

#### 万葉線
高岡駅停留場で列車入線時と発車時に「お鈴」のメロディが使用されている。なお、あいの風とやま鉄道高岡駅で使用されているものとはアレンジが異なる。

#### 北陸鉄道
浅野川線北鉄金沢駅で「金沢市歌」、内灘駅で「内灘町歌」のメロディがそれぞれ使用されている。

#### えちぜん鉄道
福井駅で笠松泰洋作曲のハープを使用したメロディが使用されている。勝山永平寺線用と三国芦原線用の2種類がある。

#### 遠州鉄道
新浜松駅と西鹿島駅で、「Windn town」（ウィンディ タウン）が使用されている。この曲は、2021年（令和3年）12月に浜松市で開かれた体験型音楽イベント「サウンドデザインフェスティバル」の一環として向谷実が作曲した曲で、浜松の風や楽器をイメージし浜松まつりのラッパのメロディーを土台に、ピアノやバイオリンの音を加えたようなメロディーである。
向谷本人は、「浜松まつりで奏でられているラッパのメロディをモチーフに、楽器のまちを意識したピアノやストリングスの音を、風のように絡ませて制作しました。」とコメントしている。当初は新浜松駅で、11月22日から一ヶ月間の期間限定での使用予定だったが、好評だったため継続しての使用がされている。
以前の新浜松駅では、遠州鉄道創立70周年に合わせて2014年に制作された、遠鉄グループソングの、「街と生きる」が使用されていた。

#### 豊橋鉄道
新豊橋駅と三河田原駅で接近メロディが使用されている。三河田原駅ではこれに加えて発車メロディも流れる。

#### 名古屋鉄道・名古屋市交通局（名古屋市営地下鉄）
前述のJR東海の方針徹底により、駅設置の発車メロディは存在せず、発車ベル（名鉄）・ブザー（交通局）のみ使用している。乗車促進のものに関しては、名古屋鉄道では瀬戸線を含む全線で車載のメロディを使用している（名鉄では300系以降、新しく登場した形式で車掌がメロディを鳴らせる）。名古屋市交通局は上飯田線以外は起終点など主要駅を中心にブザー。ただし、接近メロディを路線ごとに上下別で設定している）。上小田井駅は名鉄管理のため接近メロディはなく、発車ベル（駅設置と車載の両方）が流れるだけである。

#### 近畿日本鉄道
主に特急停車駅で特急発車時にメロディを使用。但し愛知県内・三重県内は地下駅の近鉄名古屋駅とJRと並行していない志摩線の賢島駅を除き、JR東海の方針徹底によりベルのみを使用している。
特記以外は下記説明部分に記述の近鉄公式YouTube を出典としている。
- けいはんな線（Osaka Metro管轄の長田駅を除く）
生駒 - 学研奈良登美ヶ丘間開業に合わせて既存の旧東大阪線区間も含めての導入。長田、コスモスクエア方面行きはドビュッシーの「海」、学研奈良登美ヶ丘方面はベートーヴェンの「交響曲第6番「田園」」。
- 「ウェストミンスターの鐘」+「ドナウ川のさざなみ」（イヴァノヴィチ作曲）
近鉄名古屋駅の大阪難波方面および湯の山温泉、大和西大寺方面（臨時のみ）の特急発車時に使用されている（「ひのとり」を除く）。1960年代には既に使用が開始され、初期は「ウェストミンスターの鐘」と「アニーローリー」を使用していた。その後、1978年のビスタカーIII世就役と相前後して、アニーローリーから「ドナウ川のさざなみ」に変更された。当時は本物の鐘とオーケストラによる演奏を収めた8トラックカセット音源が流されていたが、末期になるとテープが伸びたり音質が悪くなったりするなとの劣化が観られたため、1989年から2代目の電子音・PSG音源タイプに変更され、その後2016年8月10日からは同じ電子音タイプではあるが3代目となるオーケストラ調のアレンジ版に再変更された。2015年7月9日までは津・松阪・宇治山田・鳥羽・賢島方面の特急発車時にも使用されていた。
- 縁を結いて（堂本剛）[124]
2012年3月20日から2017年3月19日まで、大阪上本町駅（地上ホームのみ）・近鉄奈良駅・京都駅（「しまかぜ」を除く）・橿原神宮前駅（橿原線ホームのみ）・大阪阿部野橋駅（「青の交響曲」を除く）の特急発車時に使用されていた。当初は1年間の予定であったが、好評のためさらに1年間延長され[125]、最終的には2017年3月19日まで継続使用された。なお、メロディは案内放送終了頃から流れ出し鳴動後に、通常の発車放送とブザーが流れたうえで発車となる。
- Call Me Up（西野カナ）[126]
2015年7月10日から2016年12月26日まで近鉄名古屋駅の津・松阪・宇治山田・鳥羽・賢島方面の特急発車時に使用されていた（「しまかぜ」を除く）。
- 「ウェストミンスターの鐘」+「Around the World」（ヤング作曲）
2016年12月27日から近鉄名古屋駅の津・松阪・宇治山田・鳥羽・賢島方面の特急発車時に使用されている（「しまかぜ」を除く）。
また、2016年秋から数年間、同社のテレビCM「舞台は、伊勢志摩」のCMソングにも使用されていた。
- 「水上の音楽」（ヘンデル作曲）
2017年3月20日から大阪上本町駅（地上ホームのみ）・近鉄奈良駅・京都駅（「しまかぜ」を除く）・橿原神宮前駅（橿原線ホームのみ）・大阪阿部野橋駅（「青の交響曲」を除く）の特急発車時に使用されている。なお、メロディは案内放送終了頃から流れ出し鳴動後に、通常の発車放送とブザーが流れたうえで発車となる。
- 「しまかぜ」専用発車メロディ
2013年3月21日から運転開始した特急「しまかぜ」では、始発駅である近鉄名古屋駅、大阪難波駅、賢島駅の発車時にヨハン・ブルグミュラーの18の練習曲 「真珠」が流れる（近鉄名古屋駅のみ他の駅よりもメロディが長い）。2014年10月10日からは京都駅始発の「しまかぜ」が増発され、京都駅発車時に流れている。
- 「青の交響曲」専用発車メロディ
2016年9月10日から運転開始した特急「青の交響曲」では、始発駅である大阪阿部野橋駅の発車時にハイドンの「交響曲101番第2楽章「時計」」が流れる。
- 「ひのとり」専用発車メロディ（西谷喜久 作曲）
2020年3月14日から運転開始した特急「ひのとり」では、名阪特急の始発駅である近鉄名古屋駅、大阪難波駅の発車時に近鉄オリジナル楽曲の「ひかりの鐘」が流れる（近鉄名古屋駅のみ他の駅よりもメロディが長い）。

なお、同社では2017年9月29日より発車メロディの曲目を公式ホームページで公開している。このうち公開時点で使用を終了した「Call Me Up」と「縁を結いて」を除いて公式ホームページ内からリンクされている公式YouTubeで発車メロディの試聴も可能である（「ウェストミンスターの鐘」+「ドナウ川のさざなみ」は2016年から使用の3代目のみ試聴可能）。

#### 京阪電気鉄道
列車運行管理システム（ADEC）の更新完了に伴い2007年6月から京阪本線・鴨東線・宇治線・交野線で、2008年10月からは中之島線で、向谷実作曲による新メロディが導入されている。
上下別に快速特急用、特急用（ライナーも含む）、それ以外の一般種別用のメロディが存在し、京阪本線・鴨東線のメロディはつなげると1つの曲になる。
京阪本線・鴨東線では、快速特急用メロディが淀屋橋駅・天満橋駅・京橋駅・三条駅・出町柳駅に、特急用メロディが前述の駅と枚方市駅・樟葉駅・中書島駅・丹波橋駅、一般用メロディが前述の駅と守口市駅・萱島駅・香里園駅・石清水八幡宮駅・淀駅・龍谷大前深草駅に導入されている（始発駅とホームが「2面3線以上かつ連動駅」という条件を満たす駅のみにメロディが導入されている。石清水八幡宮駅はこの条件を満たさない（2面2線）が、導入時2面4線であったためメロディが導入されていたものの、2025年2月28日をもってメロディが廃止された）。
快速特急（2008年まではK特急）では、2017年7月まで京橋駅の京都方面行で「朝靄の京橋で乗り換え」をアレンジしたものが、出町柳駅で「出町柳から」をアレンジしたものが使用され、これ以外の駅では特急用メロディが流れていた。この他、淀駅では臨時特急発車時に『フィガロの結婚』をアレンジしたもの（初代の特急用メロディ）が流れる。（なぜかCDでは「YOU GO!」という曲名になっている。）
また、中之島駅、私市駅、宇治駅、交野線枚方市駅、宇治線中書島駅では京阪本線・鴨東線の発車メロディを基調とした専用の発車メロディを使用している。これらの駅には、通常使用されない特急用のメロディが用意されている。
メロディの曲名は、上り快速特急用メロディは「KIRAYAKA」、上り特急用メロディは「MIYABI」、上り一般用メロディは「KIRAMEKI」、下り快速特急用メロディは「HANAYAKA」、下り特急用メロディは「GENKI」、下り一般用メロディは「AKOGARE」である。
京橋駅と天満橋駅の下り発車メロディは快速特急を除き、種別に関わらず、淀屋橋行きは「GENKI」、中之島行きは「AKOGARE」である。京橋駅以西は全種別が各駅に停車するため、行き先を区別するために淀屋橋行きと中之島行きで発車メロディを変えている。
なお、2008年11月に京阪線の主要駅で向谷作曲の発車メロディを収録したCD『京阪電車発車メロディcollection』が発売された（現在は2019年バージョンが販売されている。）。
以前は特急発車の場合は京都にちなんで「牛若丸」（1995年以前は「フィガロの結婚」）、それ以外の場合はオリジナルメロディとなっており基本的には列車の始発駅にて流れていた（一部除く）。2007年6月まで使用された一般種別用のメロディは、1971年の初導入時に制作されたオリジナルの発車メロディであった（#概要を参照）。

#### 叡山電鉄
出町柳駅で使用されている。かつては鞍馬線はメロディ、叡山本線はブザーと使い分けていたが、現在はメロディで統一されている。

#### 京福電気鉄道
2008年4月から四条大宮駅・帷子ノ辻駅・嵐山駅・北野白梅町駅で岡野弘幹作曲のメロディが使用されている。

#### 阪急電鉄
- 大阪梅田駅
神戸本線・宝塚本線・京都本線で、それぞれ神戸・宝塚・京都をイメージした曲が使われる（およそ15秒で、うちメロディはおよそ9秒）。終電の時は各改札で客の通過が終わったことを確認するまで鳴らされるためメロディの最後の音が長くなり、1分以上鳴り続ける場合もある。また、23時40分頃より各路線の行先別終電の発車まで駅全体にその行先の終電間際であることを知らせる「第三の男」（オリジナルアレンジ曲）のBGMとその旨を知らせる案内放送が流れる。
- 十三駅
2019年2月2日の宝塚本線のホームドア使用開始に合わせて導入。作曲は岸田繁[129]。
- 宝塚駅
宝塚歌劇100周年を記念し、2014年3月21日から宝塚本線は「すみれの花咲く頃」、今津線は宝塚に馴染みの深い手塚治虫の代表作「鉄腕アトム」を採用した。メロディはいずれも12秒のシンセサイザー音[130]。
- 高速神戸駅・新開地駅
2016年3月の神戸線ダイヤ改正前後に、後述する阪神電気鉄道と共通の発車予告メロディが採用され始めた。予告メロディ→発車放送→発車合図音（阪神の主要途中駅で使われているものと同じタイプ）の順に流れる。

#### 能勢電鉄
2010年7月22日から2024年7月31日まで川西能勢口駅で川西市のキャラクター「きんたくんのテーマソング」が使われていた。ホームによって音色が異なっていた。
現在は川西市制70周年を記念し、2024年8月1日より植村花菜が作曲した「この街は私の宝物」が使用されている。なお旧メロディーと同じようにホームによって音色が異なる。
妙見口駅では2017年よりのせでんイメージソングである「Polaris 〜北極星に向かって〜」が使われている。

#### 阪神電気鉄道
1990年から使用されており、この時は西浦達雄が作曲していたが、2009年1月頃から向谷実作曲のものに変更された。接近時の音楽も西浦 → 向谷が制作している。
- 大阪梅田駅・神戸三宮駅の全ホーム、大石駅の4番線、武庫川駅の武庫川線ホーム、武庫川団地前駅で予告用と発車用、元町駅・高速神戸駅（2016年3月以降）・新開地駅（同）・桜川駅で予告用のみを使用している。これ以外の駅では、阪神なんば線の新設駅も含めた主要駅ではホームにあるスイッチで、その他の一部の駅では携帯ワイヤレスマイクに付いているスイッチで、それぞれ手動によるベル（電子音によるもの）が使われる。高速神戸駅・新開地駅では、阪急と同様、予告メロディ → 発車放送 → 発車合図音の順に流れる。
- 阪神なんば線開業前までは、尼崎駅の旧西大阪線ホーム（3番線）、西九条駅でも使用されていた。

#### 泉北高速鉄道
1995年4月1日の和泉中央駅延伸開業時に、和泉中央駅・光明池駅で使用を開始。
その後、2022年3月26日からは向谷実作曲の発車メロディが中百舌鳥駅の2番線 と深井駅から和泉中央駅で導入された。京阪と同様につなぐと1つの曲になる。

#### 京都市交通局（京都市営地下鉄）
東西線および烏丸線（2011年3月使用開始）で使用されている。
古都・京都をイメージさせる三味線や鼓を用いた楽曲であり、制作は櫻井音楽工房である。
なお、御陵駅では京阪京津線方面ホーム専用のメロディも存在する。

#### 大阪市高速電気軌道（Osaka Metro、旧大阪市営地下鉄）
中央線・長堀鶴見緑地線を除く地下鉄6路線では、1990年頃から採用しており、上り線は上昇する旋律に、下り線は下降する旋律に作曲されている。当初は上り・下りともに同じメロディを採用する予定であったが、停車時における両者の区別がつきにくいという理由で、新たに下りメロディが作られ、既に作成し終えていたものは上りで使用することとなった。
長堀鶴見緑地線では他路線と異なるメロディを開業時から採用している（ただし開業当初は一部異なるメロディを使用していた）。これは、同線が花博会場へのアクセス線となり、同様のコンセプトで製作された事による。その為、同じリニア地下鉄でも今里筋線は通常の発車メロディである。
中央線については長堀鶴見緑地線を除く地下鉄全路線共通のメロディが当初導入されていたが、大阪・関西万博へのアクセス路線となることから、2024年11月13日から新たなメロディに変更された。作曲はサウンドデザイナーの西谷喜久。
なお、南港ポートタウン線（ニュートラム）は発車ベルのままである。

#### 北大阪急行電鉄
箕面萱野駅で、発車放送の開始時に季節ごとに違うメロディ（春:春の歌、夏:アルルの女、秋:枯葉、冬:焚き火）が流れる。なかもず行きの終電の発車時のみ「蛍の光」が流れる。発車放送の後にベルまたはブザーが別途鳴る。2024年3月23日の箕面萱野駅延伸までは千里中央駅で使用されていた。

#### 神戸新交通
- ポートアイランド線
- 六甲アイランド線
ポートアイランド線では、西武秩父駅やJR京都駅で使用されているメロディの音色違いのものが使用されている

#### 神戸市交通局
西神・山手線では、2020年1月から放送更新に併せて順次発車メロディが使用されている。
海岸線では2001年7月の開業時から発車サイン音が使用されている。

#### 山陽電気鉄道
2012年5月から、一部の主要駅、中間駅で塩塚博作曲による発車メロディが導入されている。

#### 広島高速交通（アストラムライン）
新白島駅開業後に接近メロディ・始発駅での発車前メロディが2代目のものに更新された。

#### 広島電鉄
広島港電停、横川駅電停、広島駅電停で使われている。広島港電停はホームごとに異なるメロディで、広島駅電停・横川駅電停は同じものが使用されている。

#### 高松琴平電気鉄道
- 瓦町駅で1番線・3番線から高松築港方面行きの上り電車が発車する際にのみ使用されている。（それ以外の乗り場や行き先の電車へは他駅でも使われている電子音のベルが使用される。）くるりの「コトコト琴電」が2018年3月より使用され、それ以前は、1番線は「オブラディ・オブラダ」、3番線は「It's a small world」が使用されていた。

#### 伊予鉄道
松山市駅・高浜駅・郡中港駅・横河原駅で伊予鉄道社長の清水一郎が作曲したメロディ「リズム」が使用されている。

#### 西日本鉄道
天神大牟田線で2013年の二日市駅・筑紫駅を皮切りに、発車案内装置・駅自動放送を更新した福岡（天神）駅・大橋駅・春日原駅・久留米駅・柳川駅・大牟田駅で順次発車メロディが導入された。福岡（天神）方面は東武伊勢崎線・東上線の中間駅で使用されているものと同じメロディで、大牟田方面・太宰府方面は別の汎用メロディが使用されている。前述の駅以外でも一部の主要駅では2打点または4打点のチャイムが使用されている。
なお、福岡（天神）駅では、2018年8月11日から9月16日まで安室奈美恵の「Hero」が使用されていた。

#### 沖縄都市モノレール
すべての駅で、沖縄民謡をモチーフにしたメロディが使用されている（その他は車内メロディになっている）。

## 接近メロディ
接近メロディ（せっきんメロディ）は、主に鉄道駅において利用者に列車が接近することを知らせる音楽あるいはそのシステムである。日本全国に普及しているほか、一部の国や地域でも採用されている。
なお、接近メロディにはいくつかのパターンがあり、JR西日本を始めとする関西の鉄道会社では用途によってさらに予告メロディ、入線（通過）メロディ、到着メロディ（入線メロディの後に流れる）と呼ばれるものに分けられるが、主な用途としては次の5つに大別される。
- 自動放送の冒頭に流れる。
- 自動放送の後、列車入線まで流れ続ける。
- 入線1-2分前から自動的に流れ始め、列車入線まで流れ続ける。
- 自動放送の前に一回流れ、自動放送終了後さらに列車入線まで流れ続ける。
- 自動放送と同時に一回流れる。

### JR旅客各社

#### JR北海道
- 根室本線池田駅では、メンバーの吉田美和が地元出身のDREAMS COME TRUEの楽曲「晴れたらいいね」「ALMOST HOME」を改札中メロディとして使用。
- 函館本線大沼公園駅では、駅周辺が舞台となった「千の風になって」を改札中メロディとして使用。約10分のメドレー形式となっている。
- 函館本線札幌駅や函館駅では3点チャイムが、札幌圏PTC区間では2点チャイムが、登別駅や洞爺駅などでは4点チャイムが、帯広駅や釧路駅などでは5点チャイムがそれぞれ使用されている。また、北海道新幹線では新規で接近メロディが採用されている。
- 旧留萌本線留萌駅では、2023年3月31日の廃止まで「夕陽」を改札中メロディとして使用していた。

#### JR東日本
- ATOS導入前の山手線、京浜東北線、中央線でそれぞれ独自の接近メロディが使われていた。ATOS導入後は基本的に使われていないが、装置の不具合などでまれに復活することがある（早朝・深夜の水道橋駅の東京方面ホームではかつて東京止まりを強調するためにATOS放送を切り中央線の独自接近メロディが復活していたが、ATOS放送の更新時に廃止された）。ATOS放送の接近メロディは、山手線の独自の接近メロディをアレンジしたものである。2010年に外房線の一部の駅（勝浦駅、大原駅など）の接近メロディにATOS導入前の山手線の接近メロディと同じものが導入された。その他にも、接近放送の冒頭に流れるチャイムは種類が多く、ATOSを導入していない路線や駅で多数使用されている。
- 首都圏エリアの駅で、注意喚起のため接近放送が終わってから電車入線時に流れる駅があるが、フリー音源のため他社線で使用されている曲もある。また、横浜線菊名駅・町田駅、京葉線新木場駅、中央線日野駅ではこのメロディが試験導入されていた。
- 横浜線や外房線など一部の駅（橋本駅など）では電車の接近を示す電光掲示板に接近メロディを流す装置が併設され、電車の接近時には「メリーさんのひつじ」などの曲が接近放送とは別に流れる。
- 東北本線の北上駅では櫻井音楽工房製の「スプリングボックス」（池袋駅・秋葉原駅などでも発車メロディとして使用）が、北陸新幹線の軽井沢駅ではサウンドファクトリー製の「海の駅」が流れる。さらに、2023年9月22日までに鶴岡駅では、発車メロディとしてはすでに消滅した「清流」が使われていた（但し、フェードアウトしているためフルコーラス聞くことはできない。）。
- 新潟支社では信越本線新津駅の1番線で『あなたに出逢えたこの町で〜にいつのうた』、2・4番線では蒸気機関車の汽笛の音、3・5番では『ひつじ草』がそれぞれ導入されている。信越本線笠島駅、上越線小千谷駅でも接近メロディが導入されており笠島駅では北陸本線（えちごトキめき鉄道ETR）と同じ音色の『かっこう』や『村の鍛冶屋』が流れ小千谷駅では『乙女の祈り』、『エリーゼのために』が流れる。羽越本線鶴岡駅では2023年9月22日まで、かつて首都圏の発車メロディとして多用されていた「清流」、酒田駅では2024年9月3日まで、同市出身のシャンソン歌手・岸洋子の「夜明けのうた」が流れていた[137]。
- 長野支社の一部の駅では「小さな世界」[注釈 5] や「ハッピーバースデートゥーユー」[注釈 6] のそれぞれごく一部分を切り取ってそれを3回つなげたものが流れる。

#### JR東海
- 名古屋駅の在来線ホームおよび、中央線で津田英治・向山佳比子による案内放送を導入している駅では、東武鉄道の上り本線用発車メロディが接近メロディとして使用されている。
  - 2014年11月からは、東海道線名古屋地区（豊橋駅 - 大垣駅）に、2017年11月からは同線静岡地区にもそれぞれ導入された。
  - 関西線など、JR東海の他路線でも使われている。

#### JR西日本
- JR神戸線ならびに山陽本線上郡駅以東、赤穂線播州赤穂駅以東では列車接近時に予告メロディ - 列車案内の後、オリジナルの接近メロディ「さざなみ」[138] が流れる。
  - 甲子園口駅・西明石駅・ひめじ別所駅では上記に加え、接近表示器から「メリーさんの羊」が流れる。
  - 魚住駅・加古川駅・姫路駅は上記に加え、接近表示器から「メリーさんの羊」や「草競馬」のサビの部分が流れる。
  - さくら夙川駅ではコブクロの楽曲「桜」のサビの部分が使用されていたが、キャンペーン終了と著作権料の関係で「さざなみ」に変更された[138]（さらに2015年3月12日より他のJR神戸線の駅と同様音質見直し版に再変更）。
  - 須磨海浜公園駅では「かもめの水兵さん」が使用されていたが、2014年7月16日より「さざなみ」（音質見直し版）に変更された[139]。なお、2015年3月12日からはこの音質見直し版を、さくら夙川駅を含むJR神戸線各駅ならびに山陽本線相生駅以東・上郡駅、赤穂線播州赤穂駅に拡大した[140]。
- 大阪駅（JR神戸線・京都線を含めた全てのホーム）・大阪環状線・大和路線・JRゆめ咲線・おおさか東線・JR宝塚線（塚口駅〜新三田駅）・JR東西線（尼崎駅を除く）・学研都市線で共通の接近メロディが流れている。ただし、基本的なメロディそのものは同じであるが津田英治・向山佳比子（大阪環状・大和路線運行管理システム）による案内放送の駅と、村山明・よしいけいこ（JR宝塚・JR東西・学研都市線運行管理システム）による案内放送の駅（大阪駅は大阪環状線ホームのみ前者で、それ以外は後者）で音程やテンポが少し異なり、前者は特に接近メロディ中のフレーズの長さを短縮している（音質見直し版は例外）。また、それぞれ停車用と通過用でメロディが分けられている。なお、おおさか東線は開業時から運行管理システムの本格稼働までは独自の接近メロディが使用されていた。2015年3月12日から13日にかけて、大阪環状・大和路線運行管理システム導入駅と大阪駅（ただし、天王寺駅は2015年2月24日に先行導入）で、2017年3月7日にはJR宝塚・JR東西・学研都市線システム導入駅で音質を見直したものに切り替えられた[140][141]。
- 京都駅では、かつて西武鉄道西武秩父駅でも使用されていたメロディが、接近メロディとして使用されている。2015年3月12日からは音質を見直した上で、導入駅を坂田駅・田村駅以外の琵琶湖線各駅、ならびに島本駅以外のJR京都線各駅に拡大した[140]。
- JR京都線の島本駅では小林亜星原曲の「人間みな兄弟〜夜がくる」を接近メロディとして使用している。
- 2011年から、JR宝塚線（広野駅〜篠山口駅）でオリジナルの接近メロディが流れている（以下、「JR西日本標準の入線メロディ」と記述）。このメロディは、近畿エリアの運行管理システムを導入していない路線と岡山支社管内の路線（いずれも一部の駅を除く）で順次導入されている。
- 阪和線では2000年から全駅で接近メロディが流れている。停車用と通過用でメロディが分けられている。また、関西空港線関西空港駅では独自の接近メロディが流れる（関空快速と関空特急はるかでメロディは異なる）。なお、2004年9月ごろ(詳しい年月は不明)に美章園駅〜杉本町駅間の高架工事と同時に高架区間の駅でのみ使用されていたメロディーが存在した。 2017年3月17日に阪和線は音質を見直したものに切り替えられた[141]。
- 岡山支社管内（主要駅）の各路線では列車接近時に童謡や唱歌などのご当地メロディが自動放送と共に流れる。ただし、一部の駅では2012年より、ご当地メロディを廃止してJR西日本標準の入線メロディに差し替えたり（金光駅や松永駅など）、ご当地メロディのあとにJR西日本標準の入線メロディを続けて流している駅もある（岡山駅や津山駅など）。なお、2016年より山陽本線（瀬戸駅～糸崎駅）に運行管理システムが導入したため、該当区間のうちご当地メロディが流れる駅は接近放送が鳴り終わるとメロディも途中で終わり、JR西日本標準の入線メロディが続けて流される。
- 広島支社管内の各路線では、オリジナルの接近メロディ(以下広島支社標準入線メロディ)が多数使用されている。JR西日本標準接近メロディを流したあとに簡易接近放送を挟んで広島支社標準入線メロディを流す駅と直接簡易接近放送を流し広島支社標準入線メロディを流す駅とに大別されており統一されていない。また、JR東日本で発車メロディとして使用されている「せせらぎ」や「春」といったメロディも使用されていたが、JR西日本標準の接近メロディと広島支社標準入線メロディに取って代わられ、現在では使用されていない（下りが広島駅2番のりば、上りが広島駅4番のりばのものと同じメロディに変わっている）。なお芸備線には専用のオリジナルメロディが導入されているなど、広島支社標準入線メロディは主要路線のみの導入にとどまる。また、広島駅を除く主要駅に導入されている同支社独自の自動放送では広島支社標準入線メロディの音色違いが使われている[注釈 7]。2016年3月8日頃から宇部線の宇部新川駅、琴芝駅で山口線山口駅などで使われている接近メロディが接近・入線メロディとして導入された。宇部線ではJR西日本標準接近メロディの導入はない。
- 米子支社管内については、山陰本線・因美線の一部の駅にてオリジナルの接近メロディが使用されている。また、当支社のメロディは、北越急行ほくほく線のまつだい駅でも列車通過時に同じメロディが流れる。広島支社の駅でも、2019年3月の改正では下関駅、2021年には南岩国駅[注釈 8] と大道駅において、当支社の接近メロディが使用されるようになったが、下関駅についてはわずか1年で、下関駅専用とみられる新たなメロディに置き換えられている。
- 金沢支社管内（小・中規模駅）の各路線では、接近表示器から電子音の童謡やクラシックの接近メロディが流れる（草津線の寺庄駅でも、同様に電子音の「アニーローリー」が流れていたが現在は使用されていない）。自動放送が導入されている主要駅（金沢駅を除く）では、2点チャイム - 列車案内の後、金沢駅で使用されている接近メロディの短縮版（2015年3月までは関西空港駅にて使用されているJR線普通列車の発車メロディと同じもの）が流れる。
- 草津線の油日駅では、オルガンの音色の「春が来た」が接近表示器から流れていたが、2020年3月に実施された機器更新により、他駅より音程が高い西日本標準の入線メロディに変更された。
- 新幹線では、2015年2月から、JR東海管轄の新大阪駅を除く山陽新幹線全駅で2003年秋まで「ひかり」・「こだま」で使用されていた車内放送メロディのアレンジが、同年3月に開業した北陸新幹線糸魚川駅以西では鉄道唱歌が、いずれも接近メロディとして使用されている。

汎用メロディ
- JR西日本標準の入線メロディ - JR西日本各地で流れている。一部の駅ではこれに続き別のメロディが流れることもある。
- さざなみ - JR神戸線などで使用されているメロディ。一部の駅ではこれに加え別のメロディが流れることもある。
- （曲名不明） - 大阪環状線をはじめ大和路線などでも使用されているメロディ。音色違いや遅回し版がJR東西線などに導入させている。

当地に因んだメロディ
2015年以降JR西日本は、安全上の理由から接近メロディの変更を認めておらず、すでに独自のメロディを使用している駅においては、独自のメロディからの変更を認めないとしている。一方、発車メロディなど、列車の入線時以外に流れるメロディとして独自のメロディを採用することは引き続き認めている。このため、2015年以降接近メロディとしてご当地メロディを採用する駅はほとんどなく、列車停止後に流れる到着メロディとして採用されているか、先述の標準メロディとの併用という形で採用されている。
- ミッキーマウス・マーチ（1番のりば）/となりのトトロ（2・3番のりば） - かつて北陸本線鯖江駅で使用されていた。鯖江市がマリンバのまちづくりを行っていることによる。2017年3月13日に発車メロディの導入に伴い使用停止された。メロディの演奏は鯖江市在住のマリンバ奏者・平岡愛子。
- 栄冠は君に輝く - 2015年3月1日から2017年3月末まで北陸本線能美根上駅で使用されていた。作詞した加賀大介が能美市根上町出身であることによる。
- ハナミズキ - 七尾線の主要駅および中能登町内の駅（宇野気駅、羽咋駅、金丸駅、能登部駅、良川駅、能登二宮駅、七尾駅）で使用。一青窈の代表曲で、中能登町内に「一青」「花見月」といった地名があることによる。
- 和倉音頭 - 七尾線和倉温泉駅で使用。
- 約束の空へ - 山陰本線豊岡駅で使用。豊岡がコウノトリの生息地であることによる。
- いい湯だな - 山陰本線城崎温泉駅で使用（冬季を除く）。温泉を思い起こさせる曲であることによる。
- 渚にまつわるエトセトラ - 城崎温泉駅で冬季限定で使用。城崎温泉周辺では冬にカニが釣れ、同曲歌詞には「カニ食べ行こう」というフレーズがあることによる。
- オロチ太鼓踊り - 山陰本線出雲市駅で使用。
- Pretender - 米子駅（0番のりばを除く）で使用。ボーカルの藤原聡とドラムスの松浦匡希が米子出身であることによる。
- 瀬戸の花嫁 - 岡山駅、児島駅、宇野駅で使用。宇野駅のものはアレンジが異なる。
- 桃太郎 - 岡山駅で使用。岡山が桃太郎の舞台であることによる。
- がんばれカブトガニ - 山陽本線笠岡駅で使用。笠岡がカブトガニの生息地であることによる。一時使用停止したが、後にアレンジを変更して復活した。
- 大島の傘踊り - かつて笠岡駅1番のりばで使用されていた。現在は「がんばれカブトガニ」に変更されている。
- 百万本のバラ - 福山駅で春季のみ使用。福山がバラのまちづくりを行っていることによる。
- かもめの水兵さん - 三原駅で使用。作曲者・武内俊子が三原出身であることによる。
- 宇宙戦艦ヤマト - 呉線呉駅で使用。戦艦大和が建造された呉海軍工廠（呉市、現在のジャパン マリンユナイテッド呉工場）の所在地で、駅の近くに『宇宙戦艦ヤマト』監督の松本零士が名誉館長を務める呉市海事歴史科学館（大和ミュージアム）があることによる。
- それ行けカープ（広島東洋カープ応援歌） - 山陽本線由宇駅で使用。駅の近くに広島東洋カープの2軍練習場があることによる。尚、同じメロディがMAZDA Zoom-Zoom スタジアム広島最寄りの広島駅の構内放送でも使用されている。
- ぞうさん（1番のりば）/一年生になったら（3・4番のりば） - 山陽本線徳山駅で使用。作詞者のまど・みちおが周南市出身であることによる。
- 防府踊り - 山陽本線防府駅で使用。
- 長束音頭 - 可部線安芸長束駅で使用。
- 輝きながら… - 山陰本線（仙崎支線）仙崎駅で使用。作詞者の大津あきらが長門市仙崎出身であることによる。

なお、これらの曲のうち、それ行けカープ（由宇駅）、ぞうさん、一年生になったら、長束音頭の4曲は、広島支社標準入線メロディの後、列車が到着した後に流れる、到着メロディとして使用されている。
その他のメロディ
- 線路は続くよどこまでも - 岡山支社管内で使用されているほか、高山本線猪谷駅でも使用されている。
- ふるさと - 尾道駅で使用。一時使用停止された後、アレンジを変更して復活した。
- われは海の子 - 尾道駅で使用。一時使用停止された後復活した。また、七尾線の駅でも夏季限定で使用されている。
- もみじ - 福山駅および七尾線の駅でいずれも秋季限定で使用されている。
- 砂の鏡 - 広島駅1番・5番乗り場で使用。一時期は呉線、前空駅（アレンジ違い）でも採用されていた。

#### JR四国
- 予讃線の主要駅（高松駅・坂出駅・宇多津駅・丸亀駅・多度津駅・観音寺駅・今治駅）では「瀬戸の花嫁」が流れる（JR西日本岡山支社管内で流れているメロディと同じ）。
- 高知駅では高知県香美市出身のやなせたかし原作のテレビアニメ「それいけ!アンパンマン」のテーマソングである「アンパンマンのマーチ」が流れる（車内チャイムと同一アレンジ）。
- 松山駅では2011年より松山市とのパートナーシップ協定の一環として、新井満が作曲した「この街で」のアレンジが採用された。その後2015年5月より、松山市とJR四国が「瀬戸内・松山」構想の協定締結を行った取り組みの一つとして、正岡子規の俳句に新井満がメロディを施した「春や昔」が採用されている[143]。
- 伊予西条駅では2015年3月より同駅のある西条市出身のテノール歌手・秋川雅史が歌う「千の風になって」のアレンジを採用している[144]。
- 徳島駅では2016年8月5日より阿波踊りの代表的なお囃子「阿波よしこの」が採用されている。
- 琴平駅では2017年4月27日より金刀比羅宮にゆかりのある民謡「こんぴら船々」が採用されている[145]。

#### JR九州
- メロディーは主に「発車メロディ」とセット（同一コンセプト）のものと、「接近メロディ」のみのものに分けられる。前者は向谷実作曲のものが多い。
- 接近メロディのみのものはその地にちなんだ楽曲が多い。
- 西屋敷駅や筑前大分駅ではかつてJR西日本広島支社の宇部駅や小野田駅など山口県の一部の駅でも使用されていたものと同じメロディ（ただし、途中で切れる）が流れる。

| 駅名                         | 使用曲                                                                  | 使用開始日     | 備考 |
| ---------------------------- | ----------------------------------------------------------------------- | -------------- | --- |
| 博多駅（JR九州在来線ホーム） | タイトル不詳 向谷実作曲                                                 | 2012年3月17日  | 接近メロディーもタイトル不詳。 |
| 小倉駅（在来線ホーム）       | 「Junction」向谷実                                                      | 2015年5月1日   | 接近メロディーと同一タイトル。 |
| 大分駅                       | 「天空へ」向谷実                                                        | 2015年5月1日   | 接近メロディーと同一タイトル。 |
| 宮崎駅                       | 「フェニックス・ハネムーン」デューク・エイセス                          | 2015年5月1日   | 向谷実編曲。 接近メロディーと同一タイトル。嘗て人気新婚旅行地だった事に因む他、宮崎市はオリジナル歌唱の「デューク・エイセス」メンバー谷道夫の出身地と言う繋がりもある。 |
| 由布院駅                     | 「Elegant Trip」向谷実                                                  | 2015年7月      | 接近メロディーと同一タイトル。 |
| 宮崎空港駅                   | 「ブーケンビリア」向谷実                                                | 2015年8月6日   | 接近メロディーと同一タイトル。 ブーケンビリアは、宮崎空港の愛称にも使われている。                                                                                       |
| 柳ヶ浦駅                     | 「Welcomeおおいた」今成佳奈                                             | 2015年7月1日   | 大分デスティネーションキャンペーンに合わせて作曲。 |
| 宇佐駅                       | 「Welcomeおおいた」今成佳奈                                             | 2015年7月1日   | 大分デスティネーションキャンペーンに合わせて作曲。 |
| 暘谷駅                       | 「ARIGATO HUG YOU」ハローキティ                                         | 2018年11月17日 | 駅周辺にテーマパーク「ハーモニーランド」がある。 ハローキティ生誕40周年記念に合わせ使用開始。                                                                           |
| 津久見駅                     | 「なごり雪」かぐや姫                                                    | 2009年10月24日 | インスト曲。作詞作曲の伊勢正三が当駅をモチーフにしたという。 |
| 延岡駅                       | 「ばんば踊り」村田英雄                                                  | 2019年3月10日  | 戦後に制作された「新ばんば踊り」のメロディの前奏を使用。 |
| 日向市駅                     | 民謡「日向ひょっとこ踊り」                                              | 2012年8月1日   | 民謡「日向ひょっとこ踊り」のお囃子を駅メロ化。 1番のりば・2番のりばで音程が異なる。                                                                                     |
| 谷山駅                       | 「夏休み」吉田拓郎                                                      | 2019年10月27日 | インスト曲。吉田拓郎が幼少期を過ごしたことにちなむ。 |
| 豊後竹田駅                   | 「荒城の月」滝廉太郎                                                    | 1951年5月14日  | 駅周辺の岡城をモチーフにした楽曲。 自動音声導入以前から使用され、竹田市少年少女合唱団による歌唱が入っている。                                                           |
| 石打ダム駅                   | 民謡「埴生の宿」                                                        | 不明           | 2019年現在、JR九州標準接近ベル・放送に置き換えられている。 |
| 佐賀駅                       | ロマンシング サガ -ミンストレルソング-「オープニングタイトル」 伊藤賢治 | 2022年10月8日  | 『ロマンシング佐賀2022』の一環として実施。 |
| 唐津駅                       | ロマンシング サガ フロンティア「オープニングタイトル」伊藤賢治          | 2022年10月8日  | 『ロマンシング佐賀2022』の一環として実施。 |
| 江北駅                       | 「宝探し」くるり                                                        | 2022年8月10日  | 接近メロディーと同一タイトル。 インスト曲。江北町イメージソングを「くるり」に制作依頼。同曲を駅メロ化。                                                                 |
| 杵築駅                       | 「おかえりの唄」南こうせつ                                              | 2021年8月1日   | 同市在住の南こうせつデビュー50周年ソングを地域活性化ソングとして使用。                                                                                                  |
| 若松駅                       | 「聖者の行進」デキシーランド・ジャズ                                    | 2018年12月1日  | 九州におけるジャズ発祥の地として使用。 |

### 私鉄・公営交通・第三セクター

#### 札幌市営地下鉄
2019年2月4日から2月6日にかけて、南北線・東西線・東豊線の26の駅の接近メロディとして『虹と雪のバラード』のアレンジメロディが使用開始となった。同曲は1972年札幌オリンピックのテーマ曲であり、2030年冬季オリンピック招致を狙う札幌市の機運を高めるためのものである。しかし招致活動の停止に伴い2024年3月14日～16日にかけて順次使用を取りやめた。

#### 函館市電
2010年1月より、湯の川、五稜郭公園、松風町、函館駅前、十字街の各電停で接近メロディーとして『はこだて賛歌』の前奏アレンジバージョンが使用されている。

#### 京浜急行電鉄
大半の駅でモーツァルト作曲の「6つのレントラー舞曲 (KV.606) 」を使用している。同曲の導入以前はウェストミンスターチャイムを使用していた。音源はいずれもセイコーエプソン製のメロディICに搭載されているものである。
2005年11月18日、羽田空港駅（現・羽田空港第1・第2ターミナル駅）が開業7周年を迎えたことを記念し、同駅に初めてオリジナルの接近メロディが導入された。曲は京急のイメージソングであるくるりの「赤い電車」で、メンバーの岸田繁が自ら制作したオルゴール調のアレンジが使用されていた。
2008年7月、主要16駅を対象に「京急駅メロディ大募集」としてそれぞれの駅に合った楽曲を一般公募し、同年11月から順次対象駅に導入されている。メロディは全てスイッチの制作で、編曲は基本的に塩塚博が担当しているが、「赤い電車」のみ2005年版同様に岸田が自らアレンジしている（オペレーションは福嶋尚哉が担当）。
現在使用している駅メロディは以下の通り。以下に列挙されていない各駅では「6つのレントラー舞曲」が使用されている。
| 駅名                         | 使用曲                                      | 使用開始年月日 | 備考 |
| ---------------------------- | ------------------------------------------- | -------------- | --- |
| 品川駅                       | くるり 「赤い電車」                         | 2009年2月25日  | 京急のイメージソング。 |
| 青物横丁駅                   | 島倉千代子 「人生いろいろ」                 | 2008年12月14日 | 島倉は駅が所在する品川区の出身。 |
| 立会川駅                     | 「草競馬」                                  | 2009年1月22日  | 駅付近に大井競馬場があることによる。 |
| 平和島駅                     | 「いい湯だな」                              | 2009年2月25日  | 都内の温泉施設の先駆けとなった「平和島温泉クアハウス」（現在の「天然温泉平和島」）があることによる。 京急の発表ではデューク・エイセスの楽曲として紹介されているが、実際のメロディはザ・ドリフターズ版（ビバノン・ロック）に準じたアレンジになっている。 |
| 京急蒲田駅                   | ラッツ&スター 「夢で逢えたら」              | 2008年12月11日 | ラッツ&スターのメンバーの鈴木雅之と桑野信義が駅の所在する大田区出身。 |
| 羽田空港第3ターミナル駅      | Foorin 「パプリカ」                         | 2020年11月21日 | 英語版も作られ、日本だけでなく、世界でも幅広く知られていることによる。 |
| 羽田空港第1・第2ターミナル駅 | くるり 「赤い電車」                         | 2008年11月18日 | （品川駅と同じ） |
| 京急川崎駅                   | 坂本九 「上を向いて歩こう」                 | 2008年12月20日 | 川崎市出身の坂本九の代表曲。 |
| 港町駅                       | 美空ひばり 「港町十三番地」                 | 2013年3月2日   | 美空ひばりが所属していた日本コロムビアの川崎工場があったことと、当駅周辺が同曲の舞台とされていることによる。 |
| 生麦駅                       | 「ニューヨーク・ニューヨーク」              | 2012年3月30日  | 「キリン・一番搾り」のCMソング。 キリンビール横浜工場の最寄り駅であることによる。 |
| 横浜駅                       | いしだあゆみ 「ブルー・ライト・ヨコハマ」   | 2008年12月23日 | 横浜の情景を歌った、いしだあゆみの代表曲。 |
| 井土ヶ谷駅                   | ケツメイシ 「さくら」                       | 2015年3月18日  | ケツメイシのリーダーの大蔵が井土ケ谷出身。 |
| 上大岡駅                     | ゆず 「夏色」                               | 2008年11月25日 | ゆずは駅に近い磯子区岡村出身。 |
| 金沢文庫駅                   | 小田和正 「my home town」                   | 2008年12月22日 | 金沢区出身の小田和正が生地を思い歌った楽曲。 |
| 金沢八景駅                   | EXILE 「道」                                | 2008年12月22日 | EXILEのリーダー・HIROの母校である横浜市立金沢高等学校の最寄駅であることによる。 |
| 追浜駅                       | 「熱き星たちよ」                            | 2018年11月19日 | 横浜DeNAベイスターズのファーム施設「DOCK OF BAYSTARS YOKOSUKA」が追浜公園内に新設されたことに伴い球団・京急・横須賀市の間で締結された連携協定の取り組みの一環として、同球団の球団歌を採用。                                                             |
| 逗子・葉山駅                 | キマグレン 「LIFE」                         | 2008年11月21日 | 逗子市出身の音楽ユニット・キマグレンの代表曲。 |
| 横須賀中央駅                 | 山口百恵 「横須賀ストーリー」               | 2008年12月18日 | 横須賀を舞台にした楽曲。 |
| 堀ノ内駅                     | 渡辺真知子 「かもめが翔んだ日」             | 2008年11月21日 | 渡辺は駅の所在する横須賀市の出身。 |
| 浦賀駅                       | 伊福部昭作曲 「ゴジラのテーマ」             | 2008年11月21日 | ゴジラが当駅に近い観音崎にある「たたら浜」に上陸したという設定にちなむ。 |
| 京急久里浜駅                 | 山口百恵 「秋桜」                           | 2008年12月10日 | 当駅が最寄り駅となっている「くりはま花の国」のコスモスをイメージ。 |
| 三浦海岸駅                   | 山本コウタローとウィークエンド 「岬めぐり」 | 2017年2月10日  | 三浦市三崎地区が舞台となった楽曲。 |
| 三崎口駅                     | 「城ヶ島の雨」                              | 2017年1月13日  | 三崎に居住していたことのある北原白秋が作詞した歌。 |

かつて使用していた駅メロディは以下の通り。
| 駅名                                           | 使用曲                                                            | 使用期間                           | 備考 |
| ---------------------------------------------- | ----------------------------------------------------------------- | ---------------------------------- | --- |
| 梅屋敷駅                                       | SMAP 「さかさまの空」                                             | 2012年4月9日 - 2012年10月20日      | 駅の所在する大田区が舞台の連続テレビ小説「梅ちゃん先生」の主題歌。 駅名に「梅」が付くことにもちなむ。 |
| 羽田空港駅（現・羽田空港第1・第2ターミナル駅） | くるり 「赤い電車」                                               | 2005年11月18日 - 2008年11月17日    | 現在使用されているものとは異なるオルゴール調のアレンジであった。 |
| 羽田空港第3ターミナル駅                        | SMAP 「世界に一つだけの花」                                       | 2010年10月21日 - 2015年10月20日    | アジア地区で人気が高く、訪日客に「日本に来た」と感じてもらえることによる。 |
| 羽田空港第3ターミナル駅                        | SEKAI NO OWARI 「Dragon Night」                                   | 2015年10月21日 - 2020年10月20日    | 開業5周年記念。 SEKAI NO OWARIはメンバーのFukaseとNakajinが駅の所在する大田区出身であり、同区内を拠点に活動してきた。                                                                                        |
| 羽田空港第3ターミナル駅                        | 「ハッピーバースデートゥーユー」                                  | 2020年10月21日 - 2020年11月20日    | 開業10周年を迎えるにあたって「お祝いをするのにふさわしい曲」として採用。 変更前年の9月から放送されている京急のテレビCMシリーズ「KEIKYU for YOU」で替え歌がCMソングとして使用されていることにもちなんでいる。 |
| 羽田空港第3ターミナル駅                        | 三代目 J SOUL BROTHERS from EXILE TRIBE 「R.Y.U.S.E.I.」（1番線） | 2021年11月8日正午 - 2021年12月26日 | 三代目 J SOUL BROTHERS from EXILE TRIBEのデビュー10周年を記念した企画「BEST BROTHERS CAMPAIGN」の開催に合わせて、同グループの代表曲を採用。                                                                  |
| 羽田空港第3ターミナル駅                        | 三代目 J SOUL BROTHERS from EXILE TRIBE「RAINBOW」（2番線）       | 2021年11月8日正午 - 2021年12月26日 | 三代目 J SOUL BROTHERS from EXILE TRIBEのデビュー10周年を記念した企画「BEST BROTHERS CAMPAIGN」の開催に合わせて、同グループの代表曲を採用。                                                                  |
| 川崎大師駅                                     | 美空ひばり 「柔」                                                 | 2014年5月1日 - 2015年4月30日       | 生前、川崎大師の信者であった古賀政男の作品。 |
| 生麦駅                                         | 槇みちる 「若いってすばらしい」                                   | 2009年8月1日 - 2012年3月29日       | 当時の「キリン・一番搾り」のCMソング。 |
| 三崎口駅                                       | 山本コウタローとウィークエンド 「岬めぐり」                       | 2008年12月10日 - 2017年1月12日     | 三浦海岸駅と同一だが、アレンジが異なる。 |

#### 小田急電鉄
| 駅名           | 使用ホーム   | 使用曲                                              | 使用開始年月日 | 備考 |
| -------------- | ------------ | --------------------------------------------------- | -------------- | --- |
| 千歳船橋駅     | 1番ホーム    | 知床旅情 サビバージョン                             | 2019年11月24日 | 名誉世田谷区民である森繁久彌の代表曲。当駅の近くに森繁の自宅があったことに由来。 駅前の通りが「森繁通り」であることも理由の一つとされる。 |
| 千歳船橋駅     | 2番ホーム    | 知床旅情 イントロバージョン                         | 2019年11月24日 | 名誉世田谷区民である森繁久彌の代表曲。当駅の近くに森繁の自宅があったことに由来。 駅前の通りが「森繁通り」であることも理由の一つとされる。 |
| 祖師ヶ谷大蔵駅 | 1番ホーム    | ウルトラセブンの歌                                  | 2006年3月18日  | 駅の近くに円谷プロダクションがあることから、 「ウルトラマンまちづくり」の一環として、 同作品のテーマ曲をオルゴール調にアレンジした接近メロディを採用。 |
| 祖師ヶ谷大蔵駅 | 2番ホーム    | ウルトラマンの歌                                    | 2006年3月18日  | 駅の近くに円谷プロダクションがあることから、 「ウルトラマンまちづくり」の一環として、 同作品のテーマ曲をオルゴール調にアレンジした接近メロディを採用。 |
| 狛江駅         | 全ホーム共通 | 水と緑のまち                                        | 2013年9月1日   | 狛江市の歌（市歌）で、「音楽の街・狛江」構想推進事業の一環として使用。 |
| 登戸駅         | 2番ホーム    | きてよパーマン （『パーマン』主題歌）               | 2011年9月3日   | 多摩区内に開館した藤子・F・不二雄ミュージアムの最寄駅である2駅に、 藤子・F・不二雄原作アニメ作品主題歌のオルゴール調メロディを採用。 |
| 登戸駅         | 3番ホーム    | 夢をかなえてドラえもん （『ドラえもん』主題歌）     | 2011年9月3日   | 多摩区内に開館した藤子・F・不二雄ミュージアムの最寄駅である2駅に、 藤子・F・不二雄原作アニメ作品主題歌のオルゴール調メロディを採用。 |
| 向ヶ丘遊園駅   | 1・2番ホーム | はじめてのチュウ （『キテレツ大百科』主題歌）       | 2011年9月3日   | 多摩区内に開館した藤子・F・不二雄ミュージアムの最寄駅である2駅に、 藤子・F・不二雄原作アニメ作品主題歌のオルゴール調メロディを採用。 |
| 向ヶ丘遊園駅   | 3・4番ホーム | ドラえもんのうた （『ドラえもん』主題歌）           | 2011年9月3日   | 多摩区内に開館した藤子・F・不二雄ミュージアムの最寄駅である2駅に、 藤子・F・不二雄原作アニメ作品主題歌のオルゴール調メロディを採用。 |
| 相模大野駅     | 全ホーム共通 | ワタリドリ                                          | 2024年9月2日   | 相模原市出身の［Alexandros］の楽曲。上下線で異なるフレーズを用いる。 同グループが地元でのライブ公演で接近メロディバージョンを即興で披露したところ、好評かつ実現を希望する声が多かったことから、相模原市や小田急電鉄などが協議し市政施行70周年記念事業として導入が決まった。 |
| 海老名駅       | 全ホーム共通 | SAKURA                                              | 2010年11月3日  | 地元出身グループいきものがかりの楽曲をオルゴール調にアレンジ。 上下線でアレンジが異なっている。 なお、小田急線でJ-POPミュージシャンの楽曲が接近メロディとして採用されるのは本件が初めてである。                                                                             |
| 本厚木駅       | 全ホーム共通 | YELL                                                | 2010年11月3日  | 地元出身グループいきものがかりの楽曲をオルゴール調にアレンジ。 上下線でアレンジが異なっている。 なお、小田急線でJ-POPミュージシャンの楽曲が接近メロディとして採用されるのは本件が初めてである。                                                                             |
| 渋沢駅         | 1番ホーム    | 揺れる想い                                          | 2014年12月23日 | 秦野市にゆかりのあるZARDの楽曲を使用。 |
| 渋沢駅         | 2番ホーム    | 負けないで                                          | 2014年12月23日 | 秦野市にゆかりのあるZARDの楽曲を使用。 |
| 黒川駅         | 1番ホーム    | ニュルンベルクのマイスタージンガー 第一幕への前奏曲 | 2018年11月3日  | 読売日本交響楽団の練習場が隣接していることから、同楽団演奏の曲を使用。 |
| 黒川駅         | 2番ホーム    | 交響曲第4番「イタリア」                             | 2018年11月3日  | 読売日本交響楽団の練習場が隣接していることから、同楽団演奏の曲を使用。 |

※なお、海老名・本厚木の両駅はそれぞれ上りと下りで流れる部分が違う（海老名駅はBメロかサビ、本厚木駅はイントロかサビ）。

#### 京王電鉄
| 路線名   | 駅名                      | ホーム                               | 使用曲                                                                                | 採用年月日     | 備考 |
| -------- | ------------------------- | ------------------------------------ | ------------------------------------------------------------------------------------- | -------------- | --- |
| 京王線   | 京王線新宿駅              | 平日：1番線 土休日：2番線            | 京王ライナー入線曲                                                                    | 2018年2月22日  | 京王ライナー運行開始に合わせ、車内チャイムの短縮版を採用。 京王ライナー・Mt.TAKAO号の入線時のみ鳴動。                                                              |
| 京王線   | 明大前駅                  | 全ホーム共通 ※京王ライナーを除く     | 明治大学校歌                                                                          | 2017年3月25日  | 当駅が明治大学和泉キャンパスの最寄駅であることによる。 井の頭線ホームでは不使用。                                                                                  |
| 京王線   | 仙川駅                    | 全ホーム共通                         | おもちゃの兵隊のマーチ                                                                | 2018年4月1日   | 民放料理番組『キユーピー3分クッキング』のテーマ曲。 同番組のスポンサー・キユーピーの関連施設「仙川キユーポート」（同社旧仙川工場跡地）の最寄り駅であることによる。 |
| 京王線   | つつじヶ丘駅              | 全ホーム共通                         | 思い出のアルバム                                                                      | 2017年10月2日  | 作曲した本多鉄麿が近くにある常楽院の住職を務めていたことによる。                                                                                                   |
| 京王線   | 柴崎駅                    | 全ホーム共通                         | 今日の日はさようなら                                                                  | 2018年8月25日  | 作者・金子詔一が、柴崎を拠点とする公益財団法人ハーモニィセンターの設立に関わったことによる。                                                                       |
| 京王線   | 国領駅                    | 1番線                                | 太陽にほえろ!のテーマ                                                                 | 2021年2月20日  | 石原プロモーションの布田移転前の事務所の最寄り駅だったことから。                                                                                                   |
| 京王線   | 国領駅                    | 2番線                                | 西部警察メインテーマ                                                                  | 2021年2月20日  | 石原プロモーションの布田移転前の事務所の最寄り駅だったことから。                                                                                                   |
| 京王線   | 布田駅                    | 全ホーム共通                         | いつでも夢を                                                                          | 2020年2月14日  | 映画「いつでも夢を」の撮影が行われた日活調布撮影所の最寄り駅にちなみ、京王多摩川駅と共に「映画のまち調布」をPR。                                                   |
| 京王線   | 調布駅                    | 全ホーム共通                         | ありがとう （いきものがかり）                                                         | 2012年8月19日  | 調布市が舞台のNHK（日本放送協会）連続テレビ小説『ゲゲゲの女房』の主題歌。 同駅地下化に合わせ、桐朋学園大学音楽学部が演奏したメロディを採用。                       |
| 京王線   | 西調布駅                  | 全ホーム共通                         | 『新選組!』メインテーマ （服部隆之）                                                  | 2021年3月26日  | 駅所在地の調布市上石原は近藤勇ゆかりの地であることから、NHK大河ドラマ『新選組!』のテーマ曲を採用。 メロディ制作は土屋礼央が担当。                                  |
| 京王線   | 飛田給駅                  | 1番線                                | 東京ブギウギ                                                                          | 2018年9月29日  | 当駅が最寄りの東京スタジアムを拠点とするサッカーJリーグFC東京の創設20周年を記念して、同チームの応援歌を採用。 メロディ制作は土屋礼央が担当。                       |
| 京王線   | 飛田給駅                  | 2・3番線                             | You'll Never Walk Alone                                                               | 2018年9月29日  | 当駅が最寄りの東京スタジアムを拠点とするサッカーJリーグFC東京の創設20周年を記念して、同チームの応援歌を採用。 メロディ制作は土屋礼央が担当。                       |
| 京王線   | 府中駅                    | 1・2番線                             | ぶんぶんぶん                                                                          | 2013年4月24日  | 作詞した詩人・村野四郎が府中市出身であることによる。 |
| 京王線   | 府中駅                    | 3・4番線 ※上り京王ライナーを除く     | 府中小唄                                                                              | 2013年4月24日  | 府中市の郷土民謡。 |
| 京王線   | 聖蹟桜ヶ丘駅              | 全ホーム共通 ※上り京王ライナーを除く | カントリー・ロード （本名陽子）                                                       | 2012年4月8日   | アニメ映画『耳をすませば』の舞台となったことから、多摩市と京王との共同事業として同作の主題歌を採用。                                                               |
| 京王線   | 京王八王子駅              | 1番線                                | ヒーロー                                                                              | 2011年11月16日 | 八王子出身のFUNKY MONKEY BABYSの楽曲。 |
| 京王線   | 京王八王子駅              | 2番線 ※京王ライナーを除く            | あとひとつ                                                                            | 2011年11月16日 | 八王子出身のFUNKY MONKEY BABYSの楽曲。 |
| 京王新線 | 初台駅 （通常用）         | 1番線                                | ガーランド・ワルツ （眠れる森の美女）                                                 | 2015年12月28日 | 新国立劇場の最寄駅であることから、1997年の開場記念で使用された演目にちなんだバレエ・オペラの楽曲が採用されている。                                                 |
| 京王新線 | 初台駅 （通常用）         | 2番線                                | 凱旋行進曲 （アイーダ）                                                               | 2015年12月28日 | 新国立劇場の最寄駅であることから、1997年の開場記念で使用された演目にちなんだバレエ・オペラの楽曲が採用されている。                                                 |
| 京王新線 | 初台駅 （クリスマス限定） | 全ホーム共通                         | 行進曲 （くるみ割り人形）                                                             | 2015年12月15日 | クリスマスシーズンに合わせて、初台駅メロディ本採用の前に先行採用。 2015年は12月27日をもって終了したが、2016年以降もクリスマスシーズン限定で使用されている。        |
| 相模原線 | 京王多摩川駅              | 全ホーム共通                         | シャル・ウィ・ダンス?                                                                 | 2020年2月14日  | 映画「Shall we ダンス?」の撮影が行われた角川大映スタジオの最寄り駅にちなみ、布田駅と共に「映画のまち調布」をPR。                                                   |
| 相模原線 | 京王よみうりランド駅      |                                      | 闘魂こめて                                                                            | 2025年3月1日   | 新2軍本拠地「ジャイアンツタウンスタジアム」の開業に合わせて運用開始。                                                                                              |
| 相模原線 | 稲城駅                    | 1番線                                | With you                                                                              | 2019年10月1日  | 稲城市を拠点とするサッカーJリーグ・東京ヴェルディの創立50周年記念を記念して、同チームの応援歌を接近メロディ化。                                                    |
| 相模原線 | 稲城駅                    | 2番線                                | Victory                                                                               | 2019年10月1日  | 稲城市を拠点とするサッカーJリーグ・東京ヴェルディの創立50周年記念を記念して、同チームの応援歌を接近メロディ化。                                                    |
| 相模原線 | 京王多摩センター駅        | 全ホーム共通 ※上り京王ライナーを除く | ピューロマーチ                                                                        | 2016年11月1日  | 当駅が最寄のサンリオピューロランドのテーマソング。 |
| 動物園線 | 高幡不動駅                | 1番線                                | 森のくまさん うさぎとかめ 動物の謝肉祭より 第1曲 「序奏と獅子王の行進曲」 第5曲「象」 | 2018年10月11日 | 京王れーるランド別館アネックスの開業に伴い、動物にちなんだ楽曲4曲がランダムで鳴動する。                                                                            |
| 動物園線 | 多摩動物公園駅            | 全ホーム共通                         | 森のくまさん うさぎとかめ 動物の謝肉祭より 第1曲 「序奏と獅子王の行進曲」 第5曲「象」 | 2018年10月11日 | 京王れーるランド別館アネックスの開業に伴い、動物にちなんだ楽曲4曲がランダムで鳴動する。                                                                            |
| 井の頭線 | 久我山駅                  | 1番線                                | 山のワルツ                                                                            | 2013年12月18日 | 当地在住の作曲家・湯山昭が作曲した童謡。 当初は1年間限定の予定であったが、その後も継続使用されている。                                                             |
| 井の頭線 | 久我山駅                  | 2番線                                | おはなしゆびさん                                                                      | 2013年12月18日 | 当地在住の作曲家・湯山昭が作曲した童謡。 当初は1年間限定の予定であったが、その後も継続使用されている。                                                             |

- 上記以外の駅でも、上下線及び停車・通過・回送列車停車で異なるメロディが流れる。また、発車ベルの音程も上下線で異なっている。
- かつては一部の駅で、上り線で文部省唱歌「牧場の朝」、下り線でシューベルトの歌曲「野ばら」が使用されていた[注釈 10]。編曲は永楽電気。放送機器の更新により2011年までに消滅している。
- 新国立競技場にてオペラ『カルメン』が上映されることにあわせ、2021年6月14日～7月31日の期間限定で、初台駅にて通常使用されているご当地メロディではなく、オペラ『カルメン』より「闘牛士の歌」が使用されていた。[190]
- 座席指定制列車「京王ライナー・Mt.TAKAO号」については、2022年より以下の通り統一された。
  - 京王線新宿駅・明大前駅：下り入線時、京王ライナー入線曲が鳴動、明大前駅上り（乗車不可）は通過列車チャイムが鳴動。
  - 終点を除くその他各停車駅：下り京王ライナーは通常のメロディ、下りMt.TAKAO号（運転停車）は通過列車チャイム、上りは京王ライナー・Mt.TAKAO号共に京王ライナー入線曲が鳴動。

#### 名古屋市営地下鉄
2005年10月6日から名城線と名港線でJR東日本で発車メロディとして採用されている曲を使用して実験的に導入され、2007年3月19日より上飯田線を除く全線で本格的に導入された。2007年に導入された曲は、名古屋市立大学大学院教授の水野みか子により、各路線のイメージに合うように作曲されたオリジナルメロディである。なお、接近メロディ導入前には、現在でも上飯田線で使用されているような2点チャイムが流されていた。
| 路線名       | 方面         | 曲名                 | 備考                                                                                 |
| ------------ | ------------ | -------------------- | ------------------------------------------------------------------------------------ |
| 東山線       | 藤が丘方面   | 「ドリーム」         |                                                                                      |
| 東山線       | 高畑方面     | 「イエローライン」   |                                                                                      |
| 鶴舞線       | 赤池方面     | 「サンライト」       |                                                                                      |
| 鶴舞線       | 上小田井方面 | 「ファンタジー」     |                                                                                      |
| 名城線       | 左回り       | 「ランディング」     |                                                                                      |
| 名城線       | 右回り       | 「サークルポイント」 |                                                                                      |
| 名港線       | 名古屋港方面 | 「ハッピータイム」   |                                                                                      |
| 名港線       | 金山方面     | 「海」               | ほとんどの電車は名城線右回り（大曽根、ナゴヤドーム前矢田、本山方面）ヘ直通運転する。 |
| 桜通線       | 徳重方面     | 「オーバル」         | 2011年の徳重延伸までは「野並方面」という表記であった。                               |
| 桜通線       | 太閤通方面   | 「チェリー」         |                                                                                      |
| 名城線（旧） | 左回り       | 「すすきの高原」     | JR東日本で使われている発車メロディと同一のもの。                                     |
| 名城線（旧） | 右回り       | 「あざみ野」         | JR東日本で使われている発車メロディと同一のもの。                                     |
| 名港線（旧） | 名古屋港方面 | 「twilight」         | JR東日本で使われている発車メロディと同一のもの。                                     |
| 名港線（旧） | 金山方面     | 「光と風と」         | JR東日本で使われている発車メロディと同一のもの。                                     |

#### あいの風とやま鉄道
あいの風とやま鉄道では2017年3月13日から順次、新旅客案内システムの使用開始に伴い各駅独自の入線メロディが導入された（富山駅と高岡駅では独自の発車メロディも設定）。
各駅で使用されるメロディは下記の通り。
| 駅名           | 曲名                            | 備考 |
| -------------- | ------------------------------- | --- |
| 倶利伽羅駅     | 倶利伽羅峠の歌                  | この曲のみ、JR北陸本線時代の2014年2月11日より採用されたものを継承。 |
| 石動駅         | 小矢部で見つけましょう          | 2016年（平成28年）に制作された小矢部市のイメージソング。富山県出身の高原兄が作曲。                                                                                        |
| 福岡駅         | ふるさと高岡                    | 高岡市民の歌。高岡銅器の「おりん」によるアレンジ。 |
| 西高岡駅       | ふるさと高岡                    | 高岡市民の歌。高岡銅器の「おりん」によるアレンジ。 |
| 高岡やぶなみ駅 | ふるさと高岡                    | 高岡市民の歌。高岡銅器の「おりん」によるアレンジ。 |
| 高岡駅（到着） | ふるさとの空 （ラスト部）       | 「富山県ふるさとの歌」として制作された曲。久石譲が作曲。 |
| 高岡駅（発車） | 越の高岡                        | 「おりん」を使ったオリジナルメロディ。JR北陸本線時代から使用。 |
| 越中大門駅     | イミズムズムズ♪                 | 射水ブランドを推進するイメージソング。 射水市在住の伊藤敏博が補作詞・作曲、同じく射水市在住のシンセサイザー奏者・滝沢卓がアレンジ。                                       |
| 小杉駅         | イミズムズムズ♪                 | 射水ブランドを推進するイメージソング。 射水市在住の伊藤敏博が補作詞・作曲、同じく射水市在住のシンセサイザー奏者・滝沢卓がアレンジ。                                       |
| 呉羽駅         | ふるさとの空 （イントロ部）     | （高岡駅到着メロディと同じ曲だがアレンジ部分が異なる） |
| 富山駅（到着） | ふるさとの空 （イントロ部）     | （高岡駅到着メロディと同じ曲だがアレンジ部分が異なる） |
| 東富山駅       | ふるさとの空 （イントロ部）     | （高岡駅到着メロディと同じ曲だがアレンジ部分が異なる） |
| 水橋駅         | ふるさとの空 （イントロ部）     | （高岡駅到着メロディと同じ曲だがアレンジ部分が異なる） |
| 新富山口駅     | ふるさとの空 （イントロ部）     | （高岡駅到着メロディと同じ曲だがアレンジ部分が異なる） |
| 富山駅（発車） | 「四季」 （ヴィヴァルディ作曲） | 立山連峰を舞台にした映画「劒岳 点の記」のバックミュージックで使用された。 3月から5月は「春」、9月から11月は「秋」、12月から2月は「冬」のアレンジを使用する。              |
| 富山駅（発車） | 「アルプスの牧場」              | 6月から8月の間は「アルプスの牧場」が使用される。 |
| 滑川駅         | 滑川市の歌                      | オルゴール調にアレンジ。 |
| 東滑川駅       | 滑川市の歌                      | オルゴール調にアレンジ。 |
| 魚津駅         | Uozu Chime                      | じゃんとこい魚津まつり最終日のせり込み蝶六街流しで唄い踊られる民謡「せり込み蝶六」をアレンジしたもの。 メロディは一般公募され、東京都在住の男性がアレンジしたものが採用。 |
| 黒部駅         | 公共交通のうた                  | 公共交通の利用促進を目的に黒部ワンコイン・プロジェクト実行委員会が2016年（平成28年）に制作。 富山県出身の高原兄が作曲。                                                   |
| 生地駅         | 公共交通のうた                  | 公共交通の利用促進を目的に黒部ワンコイン・プロジェクト実行委員会が2016年（平成28年）に制作。 富山県出身の高原兄が作曲。                                                   |
| 西入善駅       | ただいま                        | 入善町出身の歌手・西島梢（元ナナムジカ）のソロ再デビュー時の楽曲。 |
| 入善駅         | 上海帰りのリル                  | 入善町出身の歌手・津村謙の楽曲。 |
| 泊駅           | まめなけあさひ                  | 朝日町商工会が制作。富山県出身の高原兄が作曲。 |
| 越中宮崎駅     | 城の越しから                    | 地元の伝統芸能・鹿島神社稚児舞のメロディをアレンジしたもの。 |

#### その他
- 東武鉄道では、2015年7月24日より伊勢崎線足利市駅に接近メロディとして森高千里の「渡良瀬橋」を導入した。渡良瀬橋の最寄り駅であることによる[195]。また、2017年7月22日に開業した鬼怒川線東武ワールドスクウェア駅では、小田茜が歌った東武ワールドスクウェアのイメージソング「東武ワールドスクウェア」（「夢のワールドスクウェア」のオリジナルバージョン）が発車メロディと異なるアレンジをしたバージョンを接近メロディとして使用されている。
- 京成電鉄では、2019年3月1日より押上線四ツ木駅で、アニメ「キャプテン翼」の主題歌「燃えてヒーロー」が導入された[196]。また2019年7月23日にはタカラトミーとコラボで期間限定メロディとして押上線京成立石駅に導入された。当初は1年間の予定だったが、ホームドアのない同駅で視覚障害者による人身事故が発生した為[197]、10月中旬をもって自粛された。
- 埼玉新都市交通伊奈線（ニューシャトル）では、2013年6月29日から大宮駅、鉄道博物館駅で沿線にある伊奈学園総合高校の吹奏楽部が演奏した「銀河鉄道999」を接近メロディとして使用している。
- 横浜シーサイドライン・金沢シーサイドラインでは、2014年7月1日より開業25周年を記念して全駅の発車ベルと接近チャイムをメロディに変更した（詳細は前述参照）。
- 相模鉄道では、二俣川駅などの旭区内の駅で2009年から2014年まで毎年7月 - 8月にかけて、向谷実作曲のジャズを列車接近メロディとして流していた[198][199]。
- 静岡鉄道では、新静岡駅と新清水駅以外の途中駅で上下線別にオルゴール調のオリジナルメロディが採用されている。
- 遠州鉄道では接近放送（自動放送）を行う駅（ホームのみ・コンコースのみ・両方の3通り。接近放送を行わない駅もある）の全てで接近メロディが採用されている。これは東武伊勢崎線や東武野田線、東武東上本線の途中駅にて採用されている発車メロディと同一のものである。
- 万葉線の高岡駅停留場では、接近時と発車直後にお鈴のメロディが流れる。ただし、あいの風とやま鉄道の高岡駅のメロディとは別のアレンジとなっている。
- 阪急電鉄では京都河原町駅を除く本線上のほとんどの駅で使われている。停車、上り線通過、下り線通過で違う。京都本線は神戸・宝塚本線と違って河原町方面が上りとなるため通過音の配置が神戸・宝塚本線と逆である。かつては本線上でも旧来の3打点チャイムが鳴る駅が存在したが、2006〜2007年にかけての自動放送更新により全て姿を消した（ただし、支線内の駅ではまだ残っている）。また案内放送終了後に、これとは別に入線メロディが流れる駅もある。なお高速神戸駅・新開地駅では後述する阪神と共通で「線路は続くよどこまでも」の冒頭の一節（向谷実アレンジ）が流れる。
- 阪神電気鉄道では、大阪梅田駅・神戸三宮駅2番線・新開地駅3番のりばと、共同使用駅かつ他社管理である大阪難波駅・西代駅を除く全駅で、列車接近時の案内放送の前に、到着列車用として「線路は続くよどこまでも」の一節が、通過列車用としてオリジナルメロディの一節が、それぞれ流れる。1990年から採用されており、2009年1月からは向谷実がアレンジしたメロディが使用されている。なお、2019年3月からはそれらに加え、さらに案内放送の直後にもオリジナルメロディを追加した。通常時は殆どの駅で「線路は続くよどこまでも」（到着列車用）または「オリジナルメロディ」（通過列車用） → 案内放送 → 「オリジナルメロディ」（到着列車用・通過列車用いずれも一節を2回。2019年3月より追加）、の順にて放送が行われている。またこれら以外にも、台風接近などで一両日中に列車の運転を見合わせる可能性がある場合に使用する緊急告知用のオリジナルメロディも用意されている。
  - 阪神甲子園球場の最寄り駅である甲子園駅に限り、『全国高等学校野球選手権大会』の開催期間中（8月。2013年から）と『選抜高等学校野球大会』の開催期間中（3月下旬〜4月上旬。2015年から）は、それぞれ案内放送前の到着列車用メロディが特別なものに変更されている（2020年は春・夏ともに大会中止のため実施せず。なお、案内放送後の到着列車用メロディと通過列車用メロディは変更せず）。各大会開催期間中に使用されたメロディの詳細はこちらを参照。
- 京阪電気鉄道（本線系統）では、2007年6月の発車メロディ導入と同時に接近メロディも導入された。
- Osaka Metro（旧大阪市営地下鉄）では、長堀鶴見緑地線で1990年の開業時から独自の接近・入線・発車メロディが開業時から流れている。現在採用されている接近メロディは、当時の終着駅であった京橋駅・鶴見緑地駅を、大阪弁のイントネーションで発音した際の音階が元となっており、まず独自の接近メロディが案内放送の直前に流れ、そして案内放送の直後に入線メロディが流れるようになっている。中央線・長堀鶴見緑地線以外の各線ではそれに先がけて1989年に全線共通の入線メロディが導入されているが、長堀鶴見緑地線に導入されたものとは違うタイプであり、最終電車以外の営業電車であればピン・ポン・パン・ポンのチャイム、案内放送と続いてその直後に方向別で異なる接近メロディが流れるようになっている。中央線も当初は全線共通のメロディが導入されたが、前述した通り2024年11月13日に独自のメロディに更新されている。
- 北大阪急行電鉄では、江坂駅を除く全駅で「フニクリ・フニクラ」の冒頭の一節が用いられている。また、箕面萱野駅では入線時に「埴生の宿」の一節も併せて流れる。
- 山陽電気鉄道では、2012年5月より主要駅で塩塚博の作曲した接近メロディ・通過メロディが導入されている。
- 神戸電鉄の一部駅では交響曲第4番『イタリア』第1楽章のアレンジが使用されている。
- 西日本鉄道では天神大牟田線で前述の発車メロディ導入と同時にオリジナルの接近メロディが導入された。接近メロディは発車メロディ導入駅と薬院駅（大牟田・太宰府方面のみ）に導入されている。導入当初は天神大牟田線と二日市駅（太宰府線）でメロディが異なっていたが、その後天神大牟田線の福岡（天神）方面と二日市駅（太宰府線）のメロディが入替えられている。なお、メロディは予告放送前のみ流れ、その後接近直前に音声のみの入線放送が流れるシステムになっている。
- 熊本市交通局（熊本市電）では、洗馬橋停留場で「あんたがたどこさ」が流れる他、2011年3月1日より「市電わくわく大作戦〜九州新幹線全線開通に向けて〜」の取組の一環として、寺嶋民哉作曲の「デジャ・ヴ〜初めて来たのになつかしい街〜」が一部電停で発車メロディとなっている。[196]。
- 都営三田線神保町駅では、2025年2月21日より小学一年生創刊100周年記念として接近メロディに「ピッカピカの～一年生♪」を使用している[200]。

## 音源制作・音響機器メーカー
- 日本電音（UNI-PEX）
- 五感工房
- 東洋メディアリンクス
- 櫻井音楽工房
- 株式会社スイッチ
- テイチクエンタテインメント
- TOA (企業)
- サウンドファクトリー
- 永楽電気
- カンノ製作所
- 音楽館
- セイコーエプソン
- パトライト

## 日本以外での導入事例

### 韓国
韓国では長い間、日本の発車ベルに似た接近音（上下線で異なる）が各地の都市鉄道で使用されていた。その後、各路線のホームドア設置が進行したことにより、近年は接近音を変更する事業者が多い。ただし、ソウル市メトロ9号線や釜山-金海軽電鉄などは現在も従来の接近音を使用している。
ソウルメトロ（現・ソウル交通公社）、KORAIL（広域電鉄および一部の一般列車の駅）では、2011年7月よりそれまでの接近音に代わり、上りはオルゴール調、下りはラッパ調の新しい接近メロディを導入した。後に、統合後の旧・ソウル都市鉄道の駅にも拡大し、ソウル軽電鉄牛耳新設線では開業時より使用しているほか、仁川国際空港鉄道ではアレンジバージョンの接近メロディを使用している。
釜山交通公社では、上りは「四季」の「秋」第1楽章、下りは洪蘭坡作曲の「笛（피리）」を使用している。

### 台湾
中華民国（台湾）の台北捷運では、2015年12月19日から淡水信義線（紅線）に、2016年1月16日から板南線（青線）に、2016年1月23日から松山新店線（緑線）に、それぞれ接近メロディを導入している。
また、中和新蘆線（橘線）では、2002年12月から発車メロディを導入していたが2015年5月24日をもって廃止。2016年1月に他線と同じく接近メロディを新たに導入した。